# John Isner
John Isner, né le 26 avril 1985 à Greensboro, est un ancien joueur de tennis américain. Joueur professionnel de 2007 à 2023, il remporte seize titres en simple sur le circuit ATP, dont le Masters 1000 de Miami en 2018 lors duquel il bat Alexander Zverev en finale et six titres au tournoi d'Atlanta. Il a perdu quatorze autres finales dont quatre en Masters 1000 : à Indian Wells en 2012, à Cincinnati en 2013, à Paris-Bercy en 2016 et à Miami en 2019.
Son meilleur résultat en tournoi du Grand Chelem est une demi-finale à Wimbledon en 2018.
Il est l'un des meilleurs serveurs de l'histoire. Il détient depuis juillet 2022 le record du plus grand nombre d'aces réalisés en carrière dans l'histoire du tennis professionnel (plus de 14 000). Il possède également le record homologué du service le plus rapide de l'histoire, avec 253 km/h lors de la Coupe Davis 2016. 
Il a aussi marqué son sport en remportant, lors du tournoi de Wimbledon 2010, le plus long match de l'histoire du tennis contre le Français Nicolas Mahut. 

## Carrière

### 2007-2008. Des débuts prometteurs
Après une chute au premier tour du tournoi de Newport début juillet face au Belge Dick Norman, c'est lors du tournoi ATP de Washington que John Isner fait parler de lui pour la première fois sur le circuit pro. Bénéficiant d'une wild card à la suite du forfait à la dernière minute de Fernando González, il crée la surprise au premier tour en éliminant Tim Henman 4-6, 6-4, 7-64 puis il se défait au tour suivant de Benjamin Becker lors d’un duel de gros serveurs remporté 3-6, 7-5, 7-66. Au troisième tour, il s'impose face à son compatriote Wayne Odesnik, gagnant le match 64-7, 7-63, 7-62. En quart de finale, il enchaîne avec une victoire face à Tommy Haas remportée 6-4, 66-7, 7-65 grâce notamment à 30 aces et 23 services gagnants. En demi-finale, il crée à nouveau la surprise en battant le Français Gaël Monfils, tête de série numéro neuf. Isner, 416e joueur mondial à l'entame du tournoi de Washington et qui ne joue que son deuxième tournoi ATP, s'impose en trois sets 64-7, 7-61, 7-62. Son incroyable parcours s'arrête en finale, où il est battu par son compatriote Andy Roddick 4-6, 64-7. John Isner fait un bond dans le classement ATP publié le lundi 6 août en gagnant 223 places pour se retrouver 193e. En l'espace de deux semaines, Isner est passé du 745e au 193e rang mondial.
Détenteur d'une wild card pour le tournoi de Cincinnati, il s'incline d'entrée face à David Ferrer en deux sets (63-7, 3-6), n’ayant pas réussi l’exploit face à l'Espagnol, très solide. Après la rencontre, Isner admettait que son récent changement de statut l’avait quelque peu perturbé : «C'est un grand changement pour moi. Ce n’est pas facile à gérer et contre Ferrer, je me suis senti un peu juste physiquement et sans doute aussi mentalement. Par moments, j’avais l’impression de ne pas être sur le court. C’était étrange, mais c’est à moi de m’adapter.»
Une semaine avant le début de l'US Open, il s'incline au deuxième tour du tournoi de New Haven face une nouvelle fois à David Ferrer en trois sets (7-62, 2-6, 2-6).
Il bénéficie d'une wild card pour l'US Open. Lors du tournoi, il réalise une bonne performance en atteignant le troisième tour pour seulement sa première participation dans un tournoi du Grand-Chelem, après avoir battu Jarkko Nieminen (64-7, 7-64, 7-65, 6-4) ainsi que Rik De Voest (6-3, 6-3, 7-64). Il s'incline ensuite face à Roger Federer (7-64, 2-6, 4-6, 2-6).
Le 1er novembre 2007, il dispute le tournoi challenger de Rimouski, où il impressionne la foule par ses services puissants et précis. Il y atteint les demi-finales, où il perd contre le Serbe Ilija Bozoljac.
L'année 2008 n'a cependant pas été l'année de la confirmation. Ses performances en Grand-Chelem ont notamment été décevantes, avec à chaque fois une élimination au premier tour. Dans les tournois intermédiaires, il n'a jamais passé le second tour, hormis deux quarts de finale à l'Open de San José où il s'est incliné face à Guillermo García-López (64-7, 7-61, 611-7) ainsi que lors du tournoi de Washington où il a perdu contre Juan Martín del Potro (4-6, 4-6).

### 2009. La relève américaine
Il commence sa saison 2009 avec l'Open d'Auckland où après avoir battu Albert Montañés (7-64, 7-5) et Robby Ginepri (6-4, 61-7, 7-65), il s'incline face à Robin Söderling (4-6, 4-6). Quelques jours plus tard, il participe à l’Open d’Australie, où il s’incline dès son entrée en lice face à Dominik Hrbatý (64-7, 6-2, 2-6, 5-7). Le mois suivant, il participe à l'Open de San José, où il bat le lucky looser Ramón Delgado (7-69, 6-4) mais s’incline ensuite face à son collègue américain Mardy Fish (2-6, 7-64, 5-7). Le prochain tournoi auquel il participe est le Masters d’Indian Wells. Lors du tournoi, il réalise sa meilleure performance jusque-là depuis son début pro dans un tournoi de catégorie Masters 1000 en atteignant pour la première fois les huitièmes de finale. Il a pour cela battu Christophe Rochus (6-1, 6-4), suivi du premier top dix de sa carrière, le no 9 mondial Gaël Monfils (65-7, 6-1, 6-4) et enfin Marat Safin (6-4, 6-4). Il n’ira cependant pas plus loin à la suite de sa défaite contre Juan Martín del Potro en deux tie-break (64-7, 63-7). Lors du masters suivant, celui de Miami, il vainc Serhiy Stakhovsky (6-4, 6-4), mais perd ensuite contre David Ferrer (3-6, 6-3, 2-6).
Sa tournée sur terre battue commence avec le tournoi de Houston, où il bat Michael Russell (4-6, 6-3, 6-2) et Paul Capdeville (4-6, 7-61, 7-65), mais échoue ensuite contre Wayne Odesnik (5-7, 6-3, 65-7). Sa saison sur terre battue prend précipitamment fin car il est atteint d’une maladie, une mononucléose infectieuse. Il ne participe ensuite donc pas aux Masters se déroulant sur terre battue, mais doit aussi déclarer forfait pour Roland-Garros et Wimbledon.

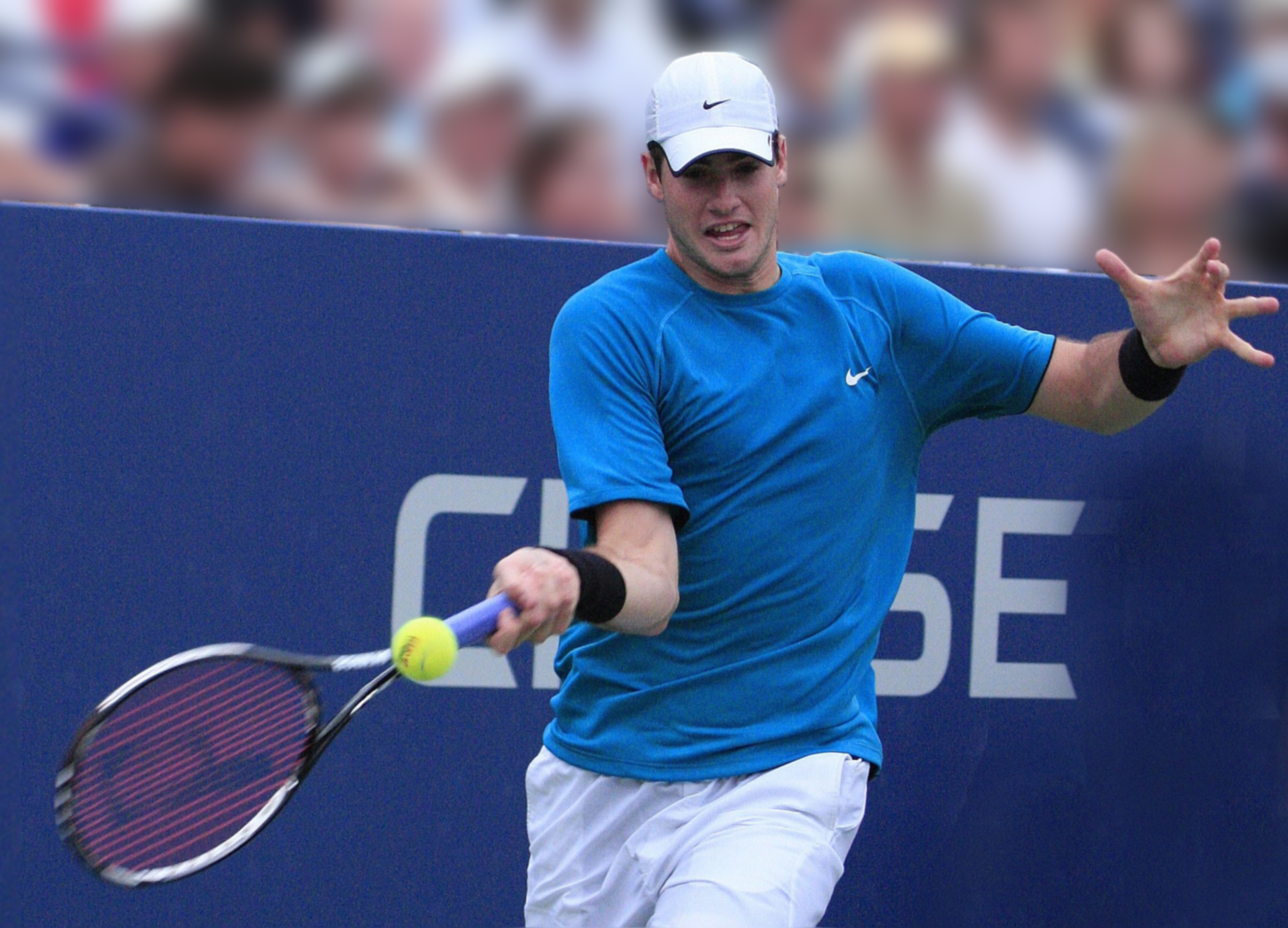
John Isner à l'US Open en 2009.

Il effectue son retour au tournoi d’Indianapolis, en battant le Français Josselin Ouanna (6-1, 7-66) puis Denis Istomin (6-4, 6-4). Au tour suivant, il prend sa revanche sur Wayne Odesnik (7-5, 62-7, 7-5), dernier joueur à l’avoir battu. Il rate ensuite l’occasion d’aller en finale à la suite de sa défaite contre Robby Ginepri (4-6, 3-6). Au tournoi de Los Angeles, après avoir battu Benjamin Becker (7-68, 7-63) et le Chypriote Márcos Baghdatís (6-3, 7-611), il chute face au modeste Carsten Ball (4-6, 4-6). Lors du tournoi de Washington, il bat Andrey Golubev (7-68, 6-3), avant de créer la surprise en éliminant le no 7 mondial et finaliste de l’édition 2008 de l’Open d’Australie, le Français Jo-Wilfried Tsonga (4-6, 7-62, 7-64). Il se débarrasse ensuite du qualifié Sébastien De Chaunac (6-2, 6-4) avant de vaincre le Tchèque Tomáš Berdych (6-3, 610-7, 6-2). Son beau parcours s’arrête au tour suivant contre son concitoyen Andy Roddick (7-63, 2-6, 5-7).
Il continue en participant aux deux masters sur dur, ceux de Montréal et Cincinnati, pouvant servir de préparation pour l’US Open. Lors du premier de ces tournois, il surclasse le Canadien Jesse Levine (6-3, 6-4) avant de s’incliner contre Mikhail Youzhny (7-68, 1-6, 3-6), puis à Cincinnati après avoir battu Tommy Haas (7-65, 5-7, 7-63), il doit rendre les armes face à Jérémy Chardy (7-61, 3-6, 1-4, ab).
Il enchaîne avec la dernière levée du Grand-Chelem de la saison, l’US Open, où il élimine Victor Hănescu au premier tour (6-1, 7-614, 7-65), puis se défait ensuite de Marsel Ilhan (6-3, 6-4, 7-61), et enfin crée une surprise considérable au troisième tour en battant son compatriote Andy Roddick, cinquième joueur mondial, au cours d'un match en cinq sets très disputés : 7-62, 6-3, 3-6, 5-7, 7-65. Il s'incline alors face à Fernando Verdasco (4-6, 6-4, 6-4, 6-4) en huitième de finale. À la suite de cette bonne performance et du lendemain du tournoi, Isner réalise la plus forte progression du top 100 en passant de la 55e à la 39e place.
Il retourne sur les terrains à Bangkok pour l’Open de Thaïlande, où après deux premiers tours difficiles face à des joueurs méconnus, il perd contre Viktor Troicki (60-7, 2-6). Sa fin de saison est un peu plus chaotique, avec des défaites dès son entrée en lice à Tokyo, Shanghai et Vienne où il perd respectivement contre Stanislas Wawrinka (4-6, 4-6), Lleyton Hewitt (2-6, 4-6) et Janko Tipsarević (64-7, 4-6). Ce n’est guère mieux avec les tournois suivants, où il est éliminé dès le deuxième tour lors des tournois de Bâle et Paris-Bercy par Richard Gasquet (6-4, 69-7, 2-6) et Fernando González (5-7, 63-7). Il termine sa saison à la 34e place mondiale.

### 2010. Premier titre ATP et match le plus long
John commence bien sa saison, où à Auckland, il bat successivement Guillermo García-López (4-6, 7-63, 6-2), Juan Mónaco (5-7, 6-4, 6-3), Tommy Robredo (7-65, 3-6, 6-4) et Albert Montañés (6-2, 7-65), avant de s’adjuger son premier tournoi ATP en battant Arnaud Clément au terme d'un match très serré (6-3, 5-7, 7-62). Il sauve par la même occasion une balle de match. Cette victoire pour son premier titre ATP en carrière lui permet d'intégrer le top 30 pour la première fois (28e).

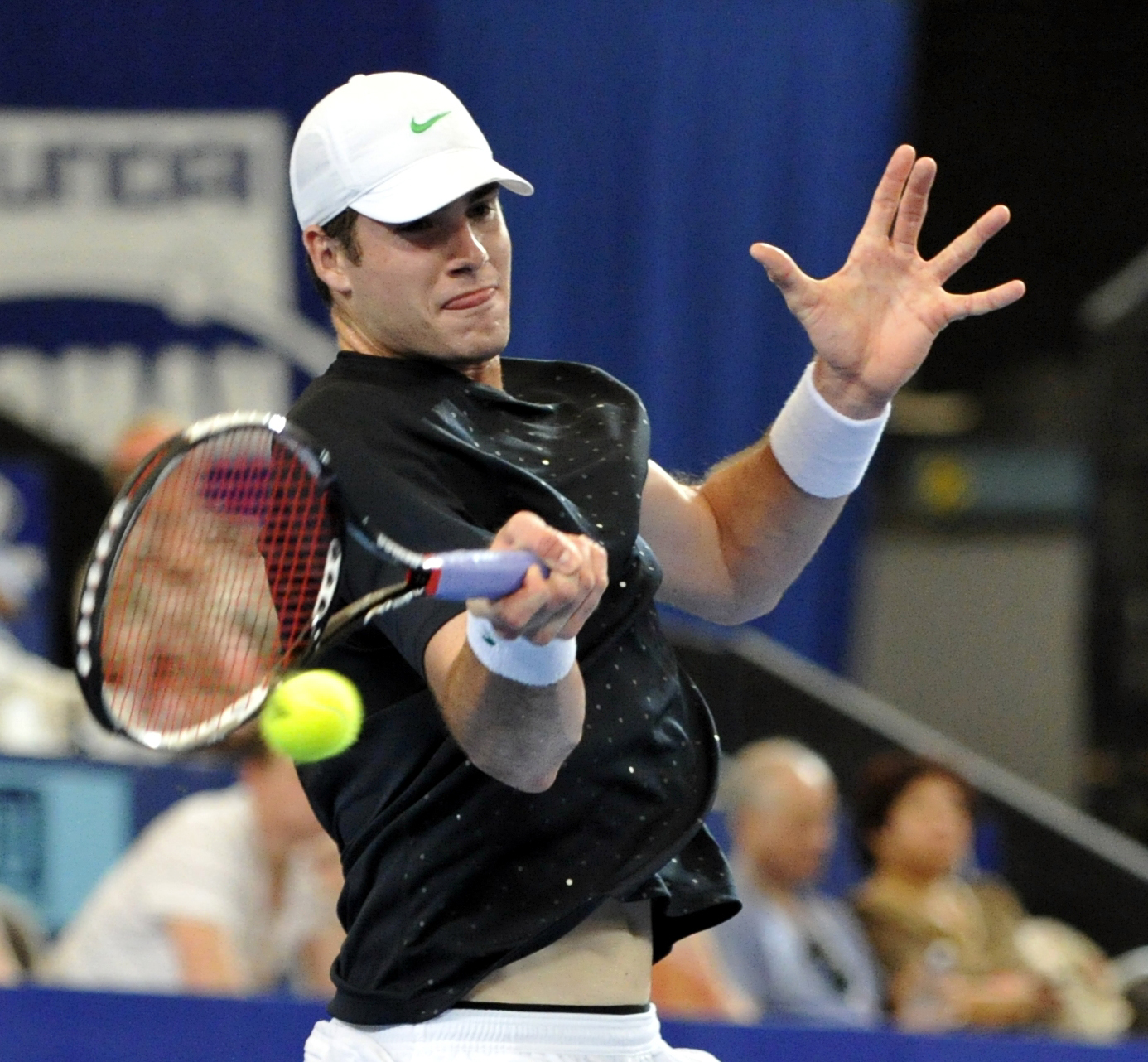
John Isner en 2010.

Continuant son excellent début d'année, il commence l'Open d'Australie en qualité de tête de série no 33, en raison du forfait de dernière minute de Gilles Simon (no 15), et atteint pour la première fois les huitièmes de finale à Melbourne, après deux échecs au premier tour, en battant l’Italien Andreas Seppi (6-3, 6-3, 3-6, 5-7, 6-4) et Louk Sorensen (6-3, 7-64, 7-5), et surtout en éliminant au passage le no 12 mondial, Gaël Monfils (6-1, 4-6, 7-64, 7-65). Après huit victoires consécutives (cinq à Auckland, trois à Melbourne), il s'incline finalement face à l'Écossais Andy Murray no 4 mondial, en 1/8 de finale (64-7, 3-6, 2-6). Au lendemain du tournoi et à la suite de son honorable parcours, John Isner atteint la 25eplace du classement ATP.
Il continue sur sa bonne lancée au tournoi de Memphis en allant jusqu’en finale après avoir disposé de Ryan Harrison (6-1, 7-5), Jarkko Nieminen (63-7, 6-4, 6-4), Ivo Karlović (6-1, 7-67) et Philipp Petzschner (7-5, 4-6, 6-3). Il ne remporte toutefois pas le trophée, étant battu par son compatriote Sam Querrey (7-63, 65-7, 3-6). Il remporte ce même tournoi en double, où il était associé avec son adversaire d’il y a quelques heures plus tôt, Sam Querrey. Il enchaîne ensuite avec la tournée des Masters sur dur. Au Masters d'Indian Wells, il surpasse Kevin Anderson (6-3, 7-5) et Sam Querrey (7-63, 6-4). En huitième de finale, il est éliminé par le no 3 mondial, Rafael Nadal, non sans lui avoir causé quelques soucis en lui prenant notamment un set (5-7, 6-3, 3-6). Deux semaines plus tard, il participe au Masters de Miami, où après avoir éliminé difficilement Michael Russell (7-65, 2-6, 7-65), il perd contre l’Espagnol Juan Carlos Ferrero (2-6, 6-3, 3-6).
Fin avril, au Masters de Rome, il se tire de son match piège l’opposant à Horacio Zeballos (4-6, 7-65, 7-5) avant de se faire défaire par le Brésilien Thomaz Bellucci (67-7, 5-7). Quelques jours plus tard, à la suite de victoires sur notamment Richard Gasquet (2-6, 7-66, 6-3) et Stanislas Wawrinka (7-5, 7-5) à l'Open de Belgrade, il dispute sa première finale sur terre battue au cours duquel il s'incline pour la seconde fois de l'année face à son compatriote Sam Querrey (6-3, 64-7, 4-6). Il pointe ensuite à la place no 19 du classement ATP. C'est la première fois que John Isner rallie le top 20. Lors du Masters de Madrid, il peine lors de ses deux premiers tours pour se débarrasser de Christophe Rochus (5-7, 6-2, 6-2) puis de Santiago Giraldo (1-6, 7-66, 6-2), avant de s’incliner face au maître de la terre battue, Rafael Nadal (5-7, 4-6), sans être ridicule, loin de là. Lors du deuxième Grand-Chelem de la saison, à Roland Garros, il fustige Andrey Golubev (6-4, 6-3, 6-2) suivi de plus difficilement Marco Chiudinelli (63-7, 7-63, 7-67, 6-4), avant de s’incliner sèchement contre Tomáš Berdych (2-6, 2-6, 1-6).

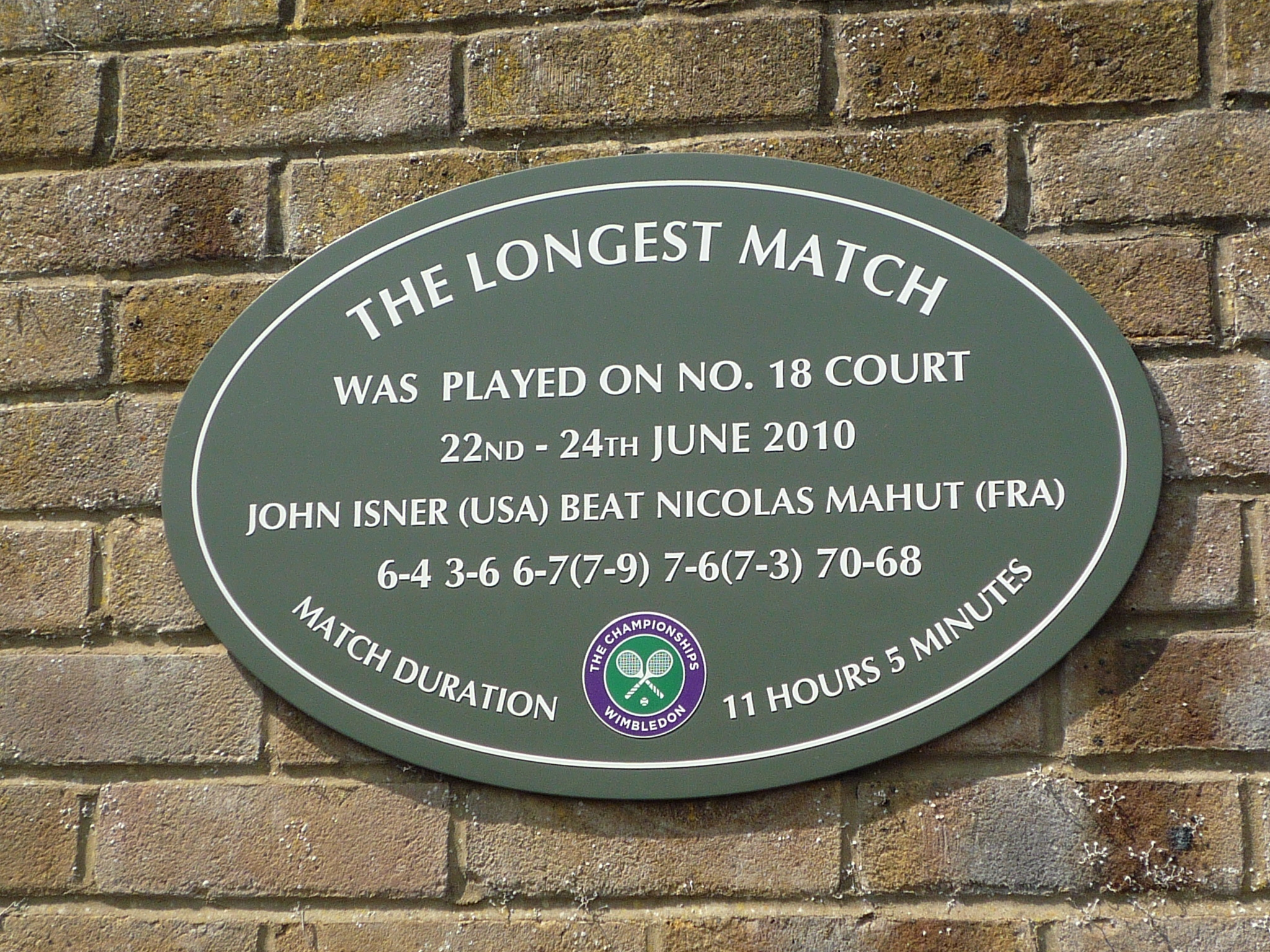
Plaque impliquant John Isner dans le match le plus long de l'histoire à Wimbledon en 2010.

Après un mois d’interruption, il reprend la direction des courts avec le tournoi de Wimbledon où, au premier tour, il entre dans l'histoire du tennis en réalisant, face à Nicolas Mahut, le match le plus long de l’histoire du tennis (11 heures et 5 minutes) et le set le plus long (hommes ou femmes confondus), avec un score de 6-4, 3-6, 67-7, 7-63, 70-68. Lors de ce match, il bat également le record d'aces en un match avec 113 aces. Toutefois, au deuxième tour, il s'incline rapidement face à Thiemo de Bakker sur le score de (0-6, 3-6, 2-6).
Par la suite, grâce à ce match historique contre Mahut, il connaît une popularité grandissante. Il fait une apparition dans l'émission de David Letterman, pendant laquelle il dresse la liste des quelques pensées qui lui ont traversé l'esprit durant sa longue confrontation contre le Français. John Isner et Nicolas Mahut reçoivent même un Prix ESPY dans la catégorie "Meilleur Record" : l'Américain, seul à Los Angeles lors de la cérémonie des récompenses, s'est vu remettre le Prix des mains de Lindsey Vonn et Shaun White. Il y a eu de nombreuses réactions du monde entier, que ce soit de la part de simples fans de tennis mais aussi de personnalités, qui se sont exprimés à la suite de ce match.
Cependant, lors du tournoi d'Atlanta, Isner déclare dans une interview qu'il veut passer à autre chose et ne souhaite pas que sa carrière tourne uniquement autour de ce match. Justement, il arrive en finale de ce tournoi après avoir disposé de Gilles Müller (4-6, 7-66, 7-67), Michael Russell et Kevin Anderson (6-3, 67-7, 6-3), mais s'incline face à Mardy Fish sur le score de (6-4, 4-6, 64-7) après le gain de la première manche.
À Washington, il bat Thiemo de Bakker (7-66, 7-68) avant de perdre contre le Belge Xavier Malisse (4-6, 6-3, 65-7). Le 18 août, il se blesse à la cheville au Masters de Cincinnati alors qu'il menait au score devant l'Argentin David Nalbandian. À la suite de ce match, Patrick McEnroe, le capitaine de l'équipe américaine de Coupe Davis, le déclare très incertain pour l'US Open et la coupe Davis.
Il participe finalement à l'US Open, où après avoir battu Frederico Gil (6-4, 6-3, 6-4) et Marco Chiudinelli (6-3, 3-6, 7-67, 6-4), il se fait éliminer au troisième tour par Mikhail Youzhny (4-6, 7-67, 65-7, 4-6) au terme d’un match très disputé, et malgré 76 aces réussis dans le tournoi.
Le 4 octobre, il s’engage à l’Open de Chine, où il bat sans grandes difficultés Tsung-Hua Yang (7-65, 6-3). Il vainc ensuite l’Allemand Philipp Kohlschreiber (7-63, 3-6, 6-3), ainsi que son premier et seul top 10 de l’année, le Russe Nikolay Davydenko 6e mondial, (7-62, 6-4). Il échoue ensuite contre le no 2 mondial, Novak Djokovic (61-7, 2-6). Au Masters de Shanghai, il prend le meilleur sur le Polonais Łukasz Kubot (4-6, 7-69, 7-67) avant que Roger Federer l’élimine (3-6, 4-6).
Il inscrit son 1000e ace depuis le début de l'année contre Gaël Monfils lors de l'Open de Montpellier pour les tournois indoor, match qu’il perd cependant (6-3, 4-6, 4-6). Il participe au tournoi de Bâle, il sort Michaël Llodra (4-6, 7-5, 6-3) avant de lui-même se faire sortir par Robin Haase (2-6, 7-65, 5-7). Enfin, le 10 novembre, il est battu au Masters de Paris-Bercy par Michaël Llodra en une heure: 3-6, 4-6 au deuxième tour.
Il finit l'année avec le meilleur ratio de tie-break remportés : 34-18. Et finissant pour la première fois de sa carrière à la fin de la saison dans le top 20, précisément à la 19e place mondiale.

### 2011. Meilleure performance en Grand Chelem avec un 1/4 à l'US Open
Titré l’année précédente lors de ce tournoi, John Isner commence sa saison avec l’Open d’Auckland. Il gagne face à Robin Haase (3-6, 7-64, 7-5) avant de chuter contre David Nalbandian (4-6, 63-7) en quart. Il perd ainsi de nombreux points au classement ATP, et en perd encore quelques-uns plus tard à l’Open d’Australie où il avait un huitième de finale à défendre. En effet, il bat Florent Serra (6-3, 7-68, 6-3) et Radek Štěpánek (4-6, 6-4, 6-2, 6-1), mais s’incline dès le troisième tour face à Marin Čilić (6-4, 2-6, 7-65, 62-7, 7-9) au terme d’un match marathon très serré de 4 h 32.
Il s’aligne les semaines suivantes aux tournois de Memphis puis de Delray Beach, mais cela n’est pas très prometteur pour la suite de sa saison car il s’incline au premier tour de ces deux tournois, contre Juan Martín del Potro (4-6, 3-6), puis face à Teymuraz Gabashvili (4-6, 7-5, 613-7).
Il fait ensuite un petit intermède en allant sur terre battue dans le cadre du premier tour de la Coupe Davis, opposant les États-Unis au Chili. Il s’incline tout d’abord face à Paul Capdeville (7-65, 7-62, 63-7, 65-7, 4-6) au terme d’un match incroyablement disputé avec quatre tie-breaks et alors qu’il menait deux sets à zéro. Lors de son deuxième match, il éclipse le Chili d’une qualification en battant Guillermo Rivera-Aránguiz (6-3, 64-7, 7-5).
Il reprend la direction des surfaces rapides, lors du Masters d'Indian Wells. Il surclasse Ricardo Mello (6-3, 7-62) avant de se faire battre par le 8e mondial, Andy Roddick (5-7, 2-6) au troisième tour. Ensuite, au Masters de Miami, il atteint le troisième tour en éliminant Igor Andreev (6-4, 5-7, 7-62) ainsi que Alex Bogomolov (6-2, 7-64). Son parcours s'arrête au tour suivant, où il affronte Kevin Anderson (3-6, 64-7).
Il commence ensuite sa saison sur terre battue au tournoi de Houston, où, après avoir disposé de l'Argentin Horacio Zeballos (7-5, 6-3), il s'incline directement au second tour contre Ivo Karlović (62-7, 7-62, 69-7). Les tournois suivant auquel il participe sur terre battue ne sont guère plus satisfaisant au niveau des résultats, puisqu'il s'incline, dès son entrée en lice à Belgrade aux dépens de Ricardo Mello (4-6, 64-7), au deuxième tour du Masters de Madrid opposé à l'Ukrainien Serhiy Stakhovsky (5-7, 6-4, 63-7) après toutefois une victoire contre Mardy Fish (7-65, 4-6, 7-63), et enfin dès son premier match au Masters de Rome contre Juan Ignacio Chela (4-6, 1-6).

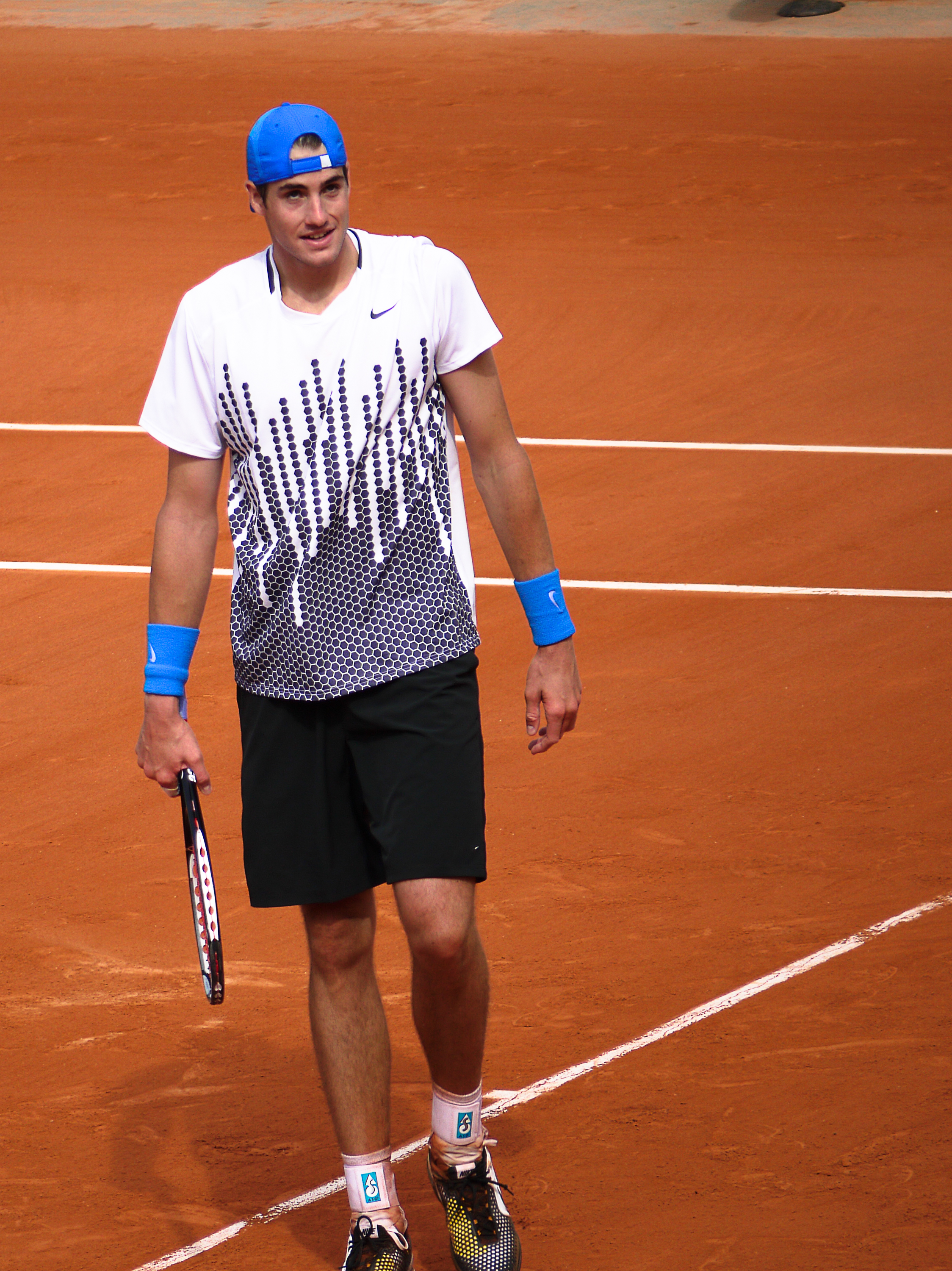
John Isner à Roland-Garros en 2011.

Il fait sensation au tournoi de Roland-Garros en poussant au cinquième set le tenant du titre et quintuple vainqueur de ce tournoi, l'Espagnol Rafael Nadal. Mais le géant américain doit s'incliner après quatre heures de jeu sur le score de (4-6, 7-62, 7-62, 2-6, 4-6). Isner est le premier joueur à pousser Rafael Nadal au cinquième set « dans son jardin », et il est également le premier à lui en prendre au premier tour des Internationaux de France. Nadal remporte le tournoi quelques jours plus tard, devenant ainsi sextuple vainqueur de Roland-Garros.
Il prend part ensuite à Wimbledon, où au premier tour, Isner rencontre à nouveau Nicolas Mahut. Les deux joueurs croient alors à une plaisanterie : ils avaient en effet moins de 1 % de chance (2 chances sur 385 exactement) de se rencontrer une nouvelle fois au premier tour. Certains imaginent que ce duel se jouera sur le cours no 18 ou sur le central, afin de rendre hommage à la performance des deux joueurs. 
Ce n'est malgré tout pas le cas, puisque le match se déroulera sur le cours no 3. Le match est moins spectaculaire que lors de leur dernière rencontre officielle puisqu'il se solde par la victoire de John Isner en trois sets, (7-64, 6-2, 7-66), en un peu plus de deux heures. Toutefois, au deuxième tour, l'Américain est battu par Nicolás Almagro sur le score de (63-7, 65-7, 7-65, 3-6). Au mois de juillet, il remporte le deuxième titre de sa carrière (le premier sur gazon), au tournoi de Newport, où tête de série no 1, il bat un à un ses adversaires, à savoir Karol Beck (6-3, 6-2), Arnaud Clément (7-66, 6-4), Alex Bogomolov (7-65, 6-4), Tobias Kamke (7-5, 7-64) et enfin en finale le Belge Olivier Rochus (6-3, 7-66). Il n'a pas perdu un set du tournoi.
Sur cette dynamique positive, il enchaîne cette fois-ci sur dur à Atlanta, où il commence par une victoire sur l'ancien no 4 mondial, James Blake (7-68, 63-7, 7-5), avant de corriger Lu Yen-hsun (6-1, 6-2) et plus difficilement Gilles Müller (7-5, 63-7, 6-1). Il participe de nouveau à une finale, mais s'incline à celle-ci, contre Mardy Fish (6-3, 66-7, 2-6) alors 9e mondial. 
À Washington quelques jours plus tard, il gagne successivement contre Tobias Kamke (6-1, 6-3), James Blake (7-60, 1-6, 7-64) et Viktor Troicki (7-65, 3-6, 6-1) avant d'être stoppé en demi-finale par le Français Gaël Monfils 7e mondial, (4-6, 6-3, 66-7) au terme d'une rencontre interrompue à trois reprises par la pluie et en ayant eu une balle de match.
Cependant, il n'arrive pas à reproduire ses bonnes performances sur des tournois de catégories plus importantes, comme les Masters 1000. En effet, au Masters du Canada, il bat Márcos Baghdatís (6-3, 6-4) mais ne confirme pas face à Viktor Troicki (4-6, 6-3, 2-6). Au Masters de Cincinnati, il échoue dès le début du tournoi, contre Radek Štěpánek (5-7, 7-5, 64-7). Il reprend goût à la victoire lors du tournoi de Winston-Salem, où il remporte son deuxième titre de la saison en battant en finale Julien Benneteau (4-6, 6-3, 6-4). Auparavant dans ce tournoi, il avait battu Dudi Sela (7-63, 6-2), Jarkko Nieminen (7-64, 6-2), Márcos Baghdatís (1-6, 6-3, 6-4) et Andy Roddick (7-67, 6-4).
La semaine suivante, il atteint pour la première fois de sa carrière les quarts de finale d'un Grand Chelem à l'US Open en éliminant Márcos Baghdatís (7-62, 7-611, 2-6, 6-4), puis Robby Ginepri (6-4, 6-3, 6-4) et Alex Bogomolov (7-69, 6-4, 6-4). Après il vainc le no 12 mondial Gilles Simon (7-62, 3-6, 7-62, 7-64). Une situation inédite, dans le tableau masculin, depuis l'édition 2008 à l'US Open où deux joueurs américains disputent les quarts de finale. Son chemin s'arrête cependant contre Andy Murray (5-7, 4-6, 6-3, 62-7), 4e mondial, en lui ayant toutefois posé quelques soucis.
Il réalise ensuite une pause, puis fait son retour à l'Open de Valence plus d'un mois plus tard, où il est précipitamment battu par le jeune Canadien Vasek Pospisil (3-6, 6-3, 69-7). Pour le dernier Masters 1000 de l'année, au Masters de Paris-Bercy, il atteint les demi-finales du tournoi pour la première fois en éliminant sur son parcours Stanislas Wawrinka (63-7, 7-5, 7-65) en 2 h 56, Igor Kunitsyn (6-4, 6-4), Feliciano López (6-4, 6-2) en 1 h 12 et en créant la surprise contre le 5e joueur mondial, l'Espagnol David Ferrer en quart (6-3, 3-6, 6-3) après 1 h 46 de jeu. Mais il s'incline en demie contre le 8e mondial, Jo-Wilfried Tsonga en ayant manqué trois balles de match (6-3, 61-7, 63-7) après 2 h 58 de jeu.
Sa saison a été plutôt bonne, notamment marquée par ses bonnes performances à l'US Open avec un quart et au Masters de Paris-Bercy avec une demi, ainsi que deux titres remportés. Cela compense avec son manque de régularité, il termine ainsi sa saison à la 18e place mondiale.

### 2012. Première finale deMasters 1000à Indian Wells, mais déception en Grand-Chelem
John Isner commence sa saison par l'Open de Sydney, où il est battu dès son entrée en lice par Bobby Reynolds (6-3, 4-6, 3-6). À l'Open d'Australie, il bat l'Australien Benjamin Mitchell (6-4, 6-4, 7-61) lors du premier tour. Ensuite, il parvient à éliminer David Nalbandian au terme comme il l'a vécu l'année précédente, d'un match dit " marathon " (4-6, 6-3, 2-6, 7-65, 10-8) de 4 h 41. Fatigué, il est éliminé de la compétition par Feliciano López, une nouvelle fois en 5 sets (3-6, 7-63, 4-6, 7-60, 1-6).
Il se prépare ensuite à disputer la Coupe Davis avec les États-Unis, où les Américains auront fort à faire puisqu'ils affrontent la Suisse. Alors que son équipe mène 1 - 0 grâce à la victoire de Mardy Fish sur Stanislas Wawrinka, John se prépare à affronter Roger Federer. Il parvient à battre le Suisse, alors no 3 mondial, en quatre sets (4-6, 6-3, 7-64, 6-2), match qu'il affirmera être « le meilleur de sa carrière » avec pour statistique : 85 coups gagnants, dont 14 aces, avec 78 % de réussite sur sa première balle et 90 % de deuxième balle. Et, alors que la qualification des États-Unis est déjà assurée, il enfonce le clou en battant Marco Chiudinelli (6-3, 6-4).
Il participe ensuite à l'ATP de Memphis, il se fait sortir en 1/4 de finale par Jürgen Melzer (3-6, 66-7), futur vainqueur du tournoi. Il sauve deux balles de match face au no 1 Autrichien à 4-5, mais il finit par s'incliner au tie-break. Auparavant, il avait battu le Luxembourgeois Gilles Müller (7-61, 7-64) et son compatriote américain Donald Young (7-63, 6-4). Il choisit ensuite de participer, en Californie, au tournoi de Delray Beach, où il réalise un parcours honorable en battant successivement Jesse Levine (6-4, 7-615), Ryan Sweeting (6-3, 6-4) et Bernard Tomic (6-4, 6-2), avant de chuter en demi-finale face au Sud-Africain Kevin Anderson (5-7, 64-7).
Pour le premier Masters 1000 de l'année, au Masters d'Indian Wells, il parvient à se qualifier pour sa première finale de Masters 1000 de sa carrière. Pour cela, il bat dans ses premiers tours Frederico Gil (7-5, 6-3), Juan Mónaco (7-5, 7-5) et Matthew Ebden (6-4, 7-5) en huitième sans perdre de set. Lors des quarts, il affronte et bat le Français Gilles Simon 13e mondial, (6-3, 1-6, 7-5) ne perdant qu'un seul set pendant ces rencontres. Puis dans le dernier carré, il parvient à créer la sensation en battant pour la première fois de sa carrière un no 1 mondial, à savoir Novak Djokovic (7-67, 3-6, 7-65), au terme d'un incroyable match marathon de 2 h 44 minutes,. En finale, il rencontre Roger Federer no 3 mondial, qui prend sa revanche sur le 1er tour de la Coupe Davis, en le battant (67-7, 3-6) au bout de 1 h 21, après premier set accroché. À la suite de cette performance, John Isner fait pour la première fois son entrée dans le top 10.
Il s'aligne ensuite pour le Masters suivant, celui de Miami, où cette fois-ci, après avoir vaincu le Russe Nikolay Davydenko (2-6, 6-3, 6-4), il ne dépasse pas le second tour à la suite de sa défaite contre Florian Mayer (4-6, 2-6). Quelques jours plus tard, il propulse les États-Unis en demi-finale de la Coupe Davis, grâce à sa victoire sur le 13e mondial, Gilles Simon (6-3, 6-2, 7-5) et surtout sur le no 6 mondial, Jo-Wilfried Tsonga (6-3, 7-64, 5-7, 6-3).
Par la suite, à Houston au Texas, il parvient à se qualifier pour sa 10e finale en battant l'Argentin Horacio Zeballos (63-7, 6-4, 6-2), Ryan Sweeting, tenant du titre, (7-61, 7-64) et Feliciano López en demi-finale (65-7, 7-64, 6-3). Il s'incline en finale contre Juan Mónaco (2-6, 6-3, 3-6), bien que menant 2 à 0 dans leurs confrontations précédentes.
Les tournois auxquels il participe ensuite ne sont pas vraiment couronnés de succès, en effet, aux Masters de Madrid et Rome, il perd respectivement au premier et au second tour, contre Marin Čilić (64-7, 63-7) et Andreas Seppi (6-2, 65-7, 5-7). Il continue à l'Open de Nice, où après avoir converti ses deux tie-break contre Xavier Malisse (7-63, 7-65), il échoue contre Nikolay Davydenko (4-6, 64-7). Lors du deuxième Grand Chelem de l'année, il élimine au 1er tour Rogerio Dutra Silva (6-3, 6-4, 6-4). Le 31 mai, au 2e tour de Roland-Garros, il perd un nouveau match épique face à Paul-Henri Mathieu, d'une durée de 5 h 41 (2e match le plus long du tournoi de l'ère moderne), 7-62, 4-6, 4-6, 6-3, 16-18, malgré avoir sauvé six balles de match.

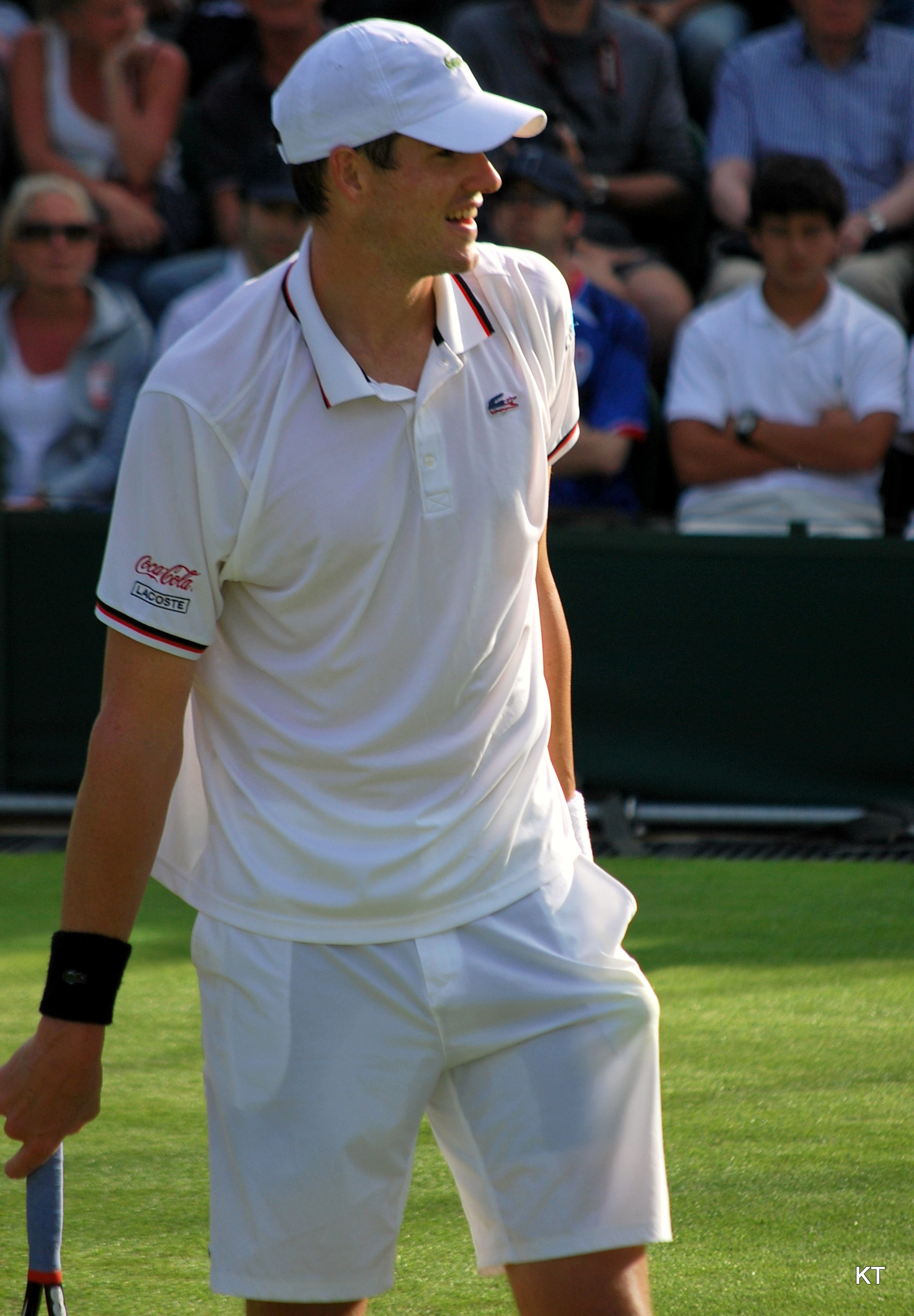
John Isner à Wimbledon en 2012.

À Wimbledon, il manque d'affronter une troisième fois de suite Nicolas Mahut, car il est éliminé dès le début du tournoi par Alejandro Falla (4-6, 7-67, 6-3, 67-7, 5-7) malgré 31 aces et une balle de match non concrétisée dans la 4e manche. Il conserve ensuite son titre à Newport en éliminant successivement le qualifié Sergueï Bubka (7-63, 4-6, 6-3), Nicolas Mahut (6-2, 7-62), le qualifié Izak Van der Merwe (6-4, 7-62), Ryan Harrison (7-64, 6-3) et le revenant Lleyton Hewitt (7-61, 6-4) en finale. Il n'aura perdu qu'un seul set sur toutes ses rencontres. La semaine suivante, il retourne sur dur, à Atlanta ; il élimine Ruben Bemelmans (4-6, 6-3 , 6-4), Jack Sock (7-67, 6-4) avant de s'incliner en demi-finale face à Andy Roddick dans un match très disputé lors duquel il inscrit 26 aces (4-6, 7-65, 4-6).
John Isner se dirige ensuite vers Londres pour y disputer les Jeux Olympiques. Il bat pour commencer Olivier Rochus (7-61, 6-4) ainsi que Malek Jaziri, adversaire qu'il bat sans encombre (7-60, 6-2). À noter que lors de ce match, il remporte le 29e tie-break de la saison, le 9e consécutif, pour 39 joués. En 1/8 de finale, il affronte la tête de série no 7, Janko Tipsarević, et crée une petite surprise en le battant (7-5, 7-614) en ayant sauvé plusieurs balles de set au tie-break. En quart, il se donne le droit d'affronter Roger Federer, récent vainqueur de Wimbledon sur cette même pelouse. Le no 1 mondial remporte ce match (4-6, 65-7) serré sur un let imprenable pour l'Américain. Le très bon parcours de John Isner aux Jeux Olympiques s'arrête donc en quart de finale.
Il enchaîne en continuant sur ses bonnes performances actuelles, avec le Masters de Toronto en éliminant Pablo Andújar en seizième (7-65, 7-5). Au tour suivant, il bat l'Allemand Philipp Kohlschreiber (63-7, 6-4, 6-4) et dans la même nuit le joueur local Milos Raonic en quart (7-69, 6-4). Le soir de ce même jour, il perd contre Richard Gasquet (63-7, 3-6), et ne s'offre ainsi pas l'occasion de participer à une deuxième finale de Masters 1000. Il déclare ensuite forfait pour le Masters de Cincinnati à cause de douleurs au dos. Il reprend la compétition lors du tournoi de Winston-Salem, où il bat tout d'abord Martin Kližan (4-6, 6-3, 7-5), Jürgen Melzer (6-4, 6-3) et David Goffin (7-65, 6-3). Puis enfin, il s'offre des victoires de prestige sur le 6e et 7e joueur mondial, Jo-Wilfried Tsonga (6-4, 3-6, 7-63) en demie après 2 h 12, et Tomáš Berdych en finale (3-6, 6-4, 7-69), en sauvant trois balles de match contre ce dernier pour conserver son titre.
Lors du dernier Grand Chelem de l'année, à l'US Open, John Isner est un des gros outsiders de la compétition. Mais il s'incline dès le troisième tour face à Philipp Kohlschreiber (4-6, 6-3, 6-4, 3-6, 4-6), adversaire qu'il a pourtant battu trois fois en autant de confrontations. Ce match a notamment été marqué par plusieurs erreurs d'arbitrage, ce qui déboucha sur une raquette cassée par le géant américain. Le match s'est par ailleurs terminé à 2 h 26 du matin. Auparavant, il avait battu Xavier Malisse (6-3, 7-65, 5-7, 7-69) et Jarkko Nieminen (6-3, 65-7, 6-4, 6-3). Il est aligné ensuite dans l'équipe des États-Unis pour affronter l'Espagne, lors des demi-finales de Coupe Davis. Alors que jusqu'à présent cette édition de la Coupe Davis lui souriait plutôt bien, avec quatre victoires pour aucune défaite, il perd ses deux confrontations contre Nicolás Almagro 12e mondial, (4-6, 6-4, 4-6, 6-3, 5-7) et David Ferrer 5e mondial, (7-63, 3-6, 4-6, 2-6).
Sa fin de saison n'est pas du tout à l'image de l'ensemble de celle-ci, avec, après avoir battu Kevin Anderson (7-63, 68-7, 7-67), une défaite au deuxième tour du Masters de Shanghai contre Radek Štěpánek (4-6, 7-65, 3-6). Puis, à Valence, une victoire contre Fabio Fognini (6-3, 64-7, 7-5) suivi d’une défaite face au jeune Belge David Goffin (62-7, 6-4, 4-6). Il termine avec le Masters de Paris-Bercy, où il subit une défaite prématurée au 2e tour contre Michaël Llodra (4-6, 65-7).
Avec deux titres à son actif, une finale lors du Masters 1000 d'Indian Wells, ainsi qu'un parcours plus qu'honorable à Montréal et aux Jeux olympiques, c'est sans aucun doute jusqu'à présent, la plus belle saison de sa carrière. Mais surtout, il a réussi lors de cette saison à vaincre six fois des joueurs du top 10, et a, par conséquent, tenu tête aux meilleurs, finissant la saison à la 14e place mondiale.

### 2013. Deuxième finale de Masters 1000 à Cincinnati
John Isner commence sa saison au tournoi de Sydney, où, tête de série no 1, il s'arrête dès son premier match contre son compatriote Ryan Harrison (4-6, 4-6), blessé au genou droit. Cette blessure, contractée lors de la Hopman Cup quelques jours plus tôt, l'oblige à déclarer forfait pour l'Open d'Australie.
Il reprend du service le mois suivant, où il participe au premier tour de la Coupe Davis opposant les États-Unis au Brésil. Il bat Thiago Alves (6-3, 7-64, 6-3), mais s'incline dans sa seconde rencontre, contre Thomaz Bellucci (6-2, 4-6, 7-67, 4-6, 3-6). Malgré cela, son équipe réussit à se qualifier. Il s'aligne ensuite à l'Open de San José, tournoi dans lequel il défait Vasek Pospisil (7-63, 2-6, 6-3) ainsi que Xavier Malisse (7-60, 6-2), avant de chuter contre Tommy Haas (3-6, 4-6) en demie. À Memphis, dès son entrée en lice, il perd contre Denis Istomin (4-6, 3-6). La semaine suivante, au tournoi de Delray Beach, il vainc Jesse Levine (7-63, 5-7, 6-4), Go Soeda (7-62, 6-2), le Sud-Africain Kevin Anderson (6-2, 7-61), avant d'affronter en demi-finale Édouard Roger-Vasselin, qui le bat 4-6, 6-4, 4-6.
Lors du premier Masters de la saison, au Masters d'Indian Wells, alors qu'il était finaliste l'année précédente, il subit cette fois-ci une contre-performance en s'inclinant contre Lleyton Hewitt (7-66, 3-6, 4-6). Quinze jours plus tard, au Masters de Miami, il bat le Croate Ivan Dodig (4-6, 7-5, 7-65) avant d'avoir le dessous face à un autre Croate, Marin Čilić (3-6, 63-7) au troisième tour. Le 5 avril, au second tour de la Coupe Davis face à la Serbie, il s'incline contre le numéro un mondial, Novak Djokovic (65-7, 2-6, 5-7). Deux jours plus tard, les États-Unis sont officiellement éliminés de la compétition.
Il commence la saison sur terre battue à Houston, où, finaliste l'année précédente, il s'offre cette fois-ci le titre, son premier cette saison. Il a pour cela battu Ryan Harrison (7-64, 6-4), Jack Sock (7-5, 63-7, 7-63), Ričardas Berankis (6-3, 3-6, 6-3), l'Argentin Juan Mónaco (1-6, 6-4, 6-4) qui l'avait battu en finale un an plus tôt, et enfin l'Espagnol Nicolás Almagro (6-3, 7-5). Sans doute fatigué de ce tournoi, seulement deux jours plus tard, il s'incline dès le début du Masters de Monte-Carlo, tournoi auquel il participe étonnamment pour la première fois, contre le Letton Ernests Gulbis (6-4, 2-6, 3-6). Aux deux Masters suivants, à Madrid, il chute au second tour, contre Pablo Andújar (4-6, 4-6), après avoir battu Guillermo García-López (7-5, 7-68) ; puis à Rome, contre Denis Istomin (7-5, 65-7, 3-6). À l'Open de Nice, il perd dès son entrée en lice conte Robin Haase (4-6 , 6-1, 5-7).
Lors du tournoi de Roland-Garros, il vainc facilement au premier tour Carlos Berlocq (6-3, 6-4, 6-4). Au second tour, il réalise son premier exploit dans ce tournoi en remontant, pour la première fois de sa carrière, un handicap de deux sets à zéro face à son compatriote Ryan Harrison pour remporter le match (5-7, 67-7, 6-3, 6-1, 8-6). Son parcours s'arrête cependant au tour suivant où, en remontant une nouvelle fois au score après avoir été mené deux sets à zéro, cela n'est cette fois-ci pas suffisant. En effet, il s'incline (5-7, 64-7, 6-4, 7-610, 8-10) face à Tommy Haas au terme d'un match haletant et très serré, après avoir toutefois sauvé 12 balles de match, performance qui constitue un nouveau record en Grand Chelem.

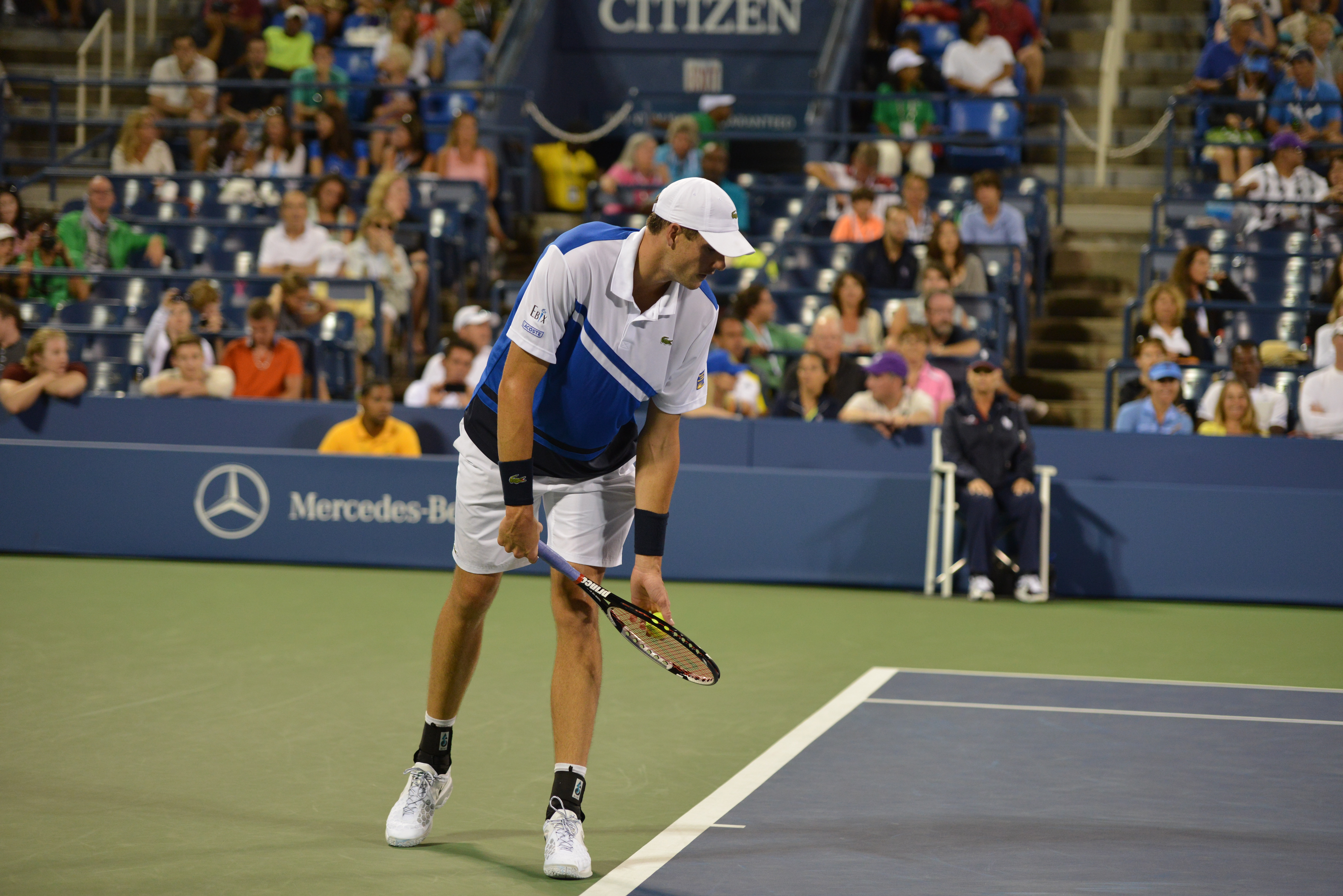
John Isner à l'US Open en 2013.

Contrairement aux saison précédentes, il commence son parcours sur gazon avant le tournoi de Wimbledon, lors de l’Open de Bois-le-Duc, où il ne reste pas longtemps dans ce tournoi puisqu’il se fait défaire par le modeste Evgeny Donskoy (7-63, 3-6, 4-6). La semaine suivante à Wimbledon, il affronte encore Evgeny Donskoy, qu’il vainc cette fois-ci (6-1, 7-65, 7-63). Mais, il n’ira guère plus loin dans la compétition, puisque, dès le premier jeu de son match l’opposant à Adrian Mannarino, il se bloque le genou gauche. Il se fait ensuite poser un bandage, mais ne joue finalement que cinq points avant de jeter l’éponge. Il reprend finalement la compétition peu de temps après, au tournoi de Newport. Il parvient à vaincre Ryan Harrison (7-60, 6-2), Adrian Mannarino (6-0, 7-67), Ivo Karlović (7-63, 7-63) avant d’échouer contre Lleyton Hewitt (7-5, 2-6, 4-6).
Il retourne sur le dur américain, à Atlanta, où après avoir réalisé deux finales ici (en 2010 et 2011), il parvient enfin à s’imposer dans ce tournoi. Il a pour cela disposé de Christian Harrison (7-69, 4-6, 7-5), James Blake (7-61, 7-65), Lleyton Hewitt (6-4, 4-6, 7-65) et en finale de Kevin Anderson dans un match serré composé de trois tie-break (63-7, 7-62, 7-62). Deux jours plus tard, il confirme sa très grande forme en atteignant la finale de l’ATP 500 de Washington en étant seulement tête de série no 8. Il a pour cela triomphé du qualifié Alex Kuznetsov (7-62, 7-64), de Somdev Devvarman (7-5, 7-5), puis Márcos Baghdatís (65-7, 6-4, 6-4), et de Dmitri Toursounov (67-7, 6-3, 6-4). Il ne remporte cependant pas le titre, le no 7 mondial Juan Martín del Potro le battant 6-3, 1-6, 2-6. Peu de temps après, il participe au Masters du Canada, à Montréal, où il chute dès le premier tour face au joueur local, et futur demi-finaliste de ce tournoi, le Canadien Vasek Pospisil (7-5, 65-7, 64-7) au terme d’un match accroché.
Le 13 août, il fait son entrée dans le Masters de Cincinnati, où il passe sans problèmes le premier tour en disposant de Florian Mayer (6-3, 6-4). Il crée la surprise lors de ses deux tours suivants, matchs pourtant annoncés bien plus problématiques que le précédent, puisqu'il affronte et bat tout d'abord le no 11 mondial Richard Gasquet (7-66, 6-2) puis le no 10 mondial et récent finaliste à Montréal Milos Raonic (7-65, 6-4). En quart de finale, c'est véritablement une sensation qu'il crée, puisqu'il reproduit l'exploit qu'il avait déjà réalisé à Indian Wells l'année précédente, en battant une nouvelle fois le meilleur joueur du monde, Novak Djokovic (7-65, 3-6, 7-5) en 2 h 23. Le lendemain, il s'impose et prend aussi sa revanche de Washington contre le no 7 mondial, Juan Martín del Potro (65-7, 7-69, 6-3), au terme d'un match riche en suspense au bout de 2 h 48 de jeu, notamment dans le second tie-break, et en rebondissements puisque l'Argentin menant 3-5 dans le second set, a eu une balle de match. Pour la deuxième finale de sa carrière en Masters 1000, il s'incline dans un match extrêmement serré en deux tie-break face au joueur le plus en forme du moment, le 3e mondial Rafael Nadal (68-7, 63-7) après 1 h 54 de jeu, sans démériter puisqu'il a quand même eu trois occasions pour breaker, contre zéro pour son adversaire. Ces bonnes performances dans ce tournoi lui permettent de passer de la 22e à la 14e place au classement ATP.
Il participe quelques jours plus tard à l'US Open, où il confirme son plein de confiance accumulée dernièrement en battant très facilement au premier tour l'Italien Filippo Volandri (6-0, 6-2, 6-3), puis il se débarrasse du Français Gaël Monfils en cédant toutefois un set (7-5, 6-2, 4-6, 7-64). Son parcours s'arrête là, où pourtant favori lors de son prochain match, il s'incline contre Philipp Kohlschreiber (4-6, 6-3, 5-7, 65-7) comme l'année passée.
Il conclut sa saison avec deux titres, une finale lors du Masters 1000 de Cincinnati, ainsi qu’un excellent parcours à Washington. Mais surtout, il a réussi lors de cette saison à vaincre trois fois un joueur du top 10 et à tenir tête aux meilleurs. Il finit la saison à la 14e place mondiale comme l'année précédente.

### 2014. Année plutôt décevante
Il commence sa saison de très belle manière, puisqu'il s'impose au tournoi d'Auckland, après avoir battu Lukáš Lacko (7-61, 3-6, 6-2), Philipp Kohlschreiber (64-7, 7-64, 7-65), Roberto Bautista-Agut (3-6, 7-62, 6-4) et en finale le Taïwanais Lu Yen-hsun (7-64, 7-67).
Au tournoi de Delray Beach, il vainc Michael Russell (4-6, 7-63, 6-4), Dudi Sela (3-6, 6-1, 7-65), le qualifié Rhyne Williams (4-6, 6-3, 6-2), avant d’affronter en demi-finale Marin Čilić, qui le bat 65-7, 3-6.
Lors du premier Masters de la saison, au Masters d'Indian Wells, il affronte et bat Nikolay Davydenko, Lu Yen-hsun, la tête de série no 30 Fernando Verdasco (7-63, 3-6, 6-3) et le no 20 Ernests Gulbis qu'il bat avec quelques difficultés (7-64, 7-63). Avec ses performances, il atteint les demi-finales et affronte le no 2 mondial Novak Djokovic, contre qui il s'incline en 2 h 23 sur le score de (5-7, 7-62, 1-6). Grâce à ce parcours, il revient dans le top 10, à la 10e place précisément. Quinze jours plus tard, au Masters de Miami, il bat son compatriote Donald Young, l'Espagnol Nicolás Almagro (7-5, 6-3), mais perd contre Tomáš Berdych en huitième (3-6, 5-7). À l'issue du tournoi il grimpe à la 9e place mondiale.
Il commence la saison sur terre battue à Houston, où il perd d'entrée contre Dustin Brown (4-6, 7-67, 64-7). Au Masters de Madrid, il atteint les huitièmes, après avoir battu Teymuraz Gabashvili (7-68, 6-4) et Marinko Matosevic (7-69, 65-7, 7-5) avant de chuter contre David Ferrer (4-6, 4-6). À Rome, il chute d'entrée contre Jürgen Melzer (67-7, 3-6). Enfin à l’Open de Nice, il perd en quart conte Federico Delbonis (4-6 , 7-5, 66-7).

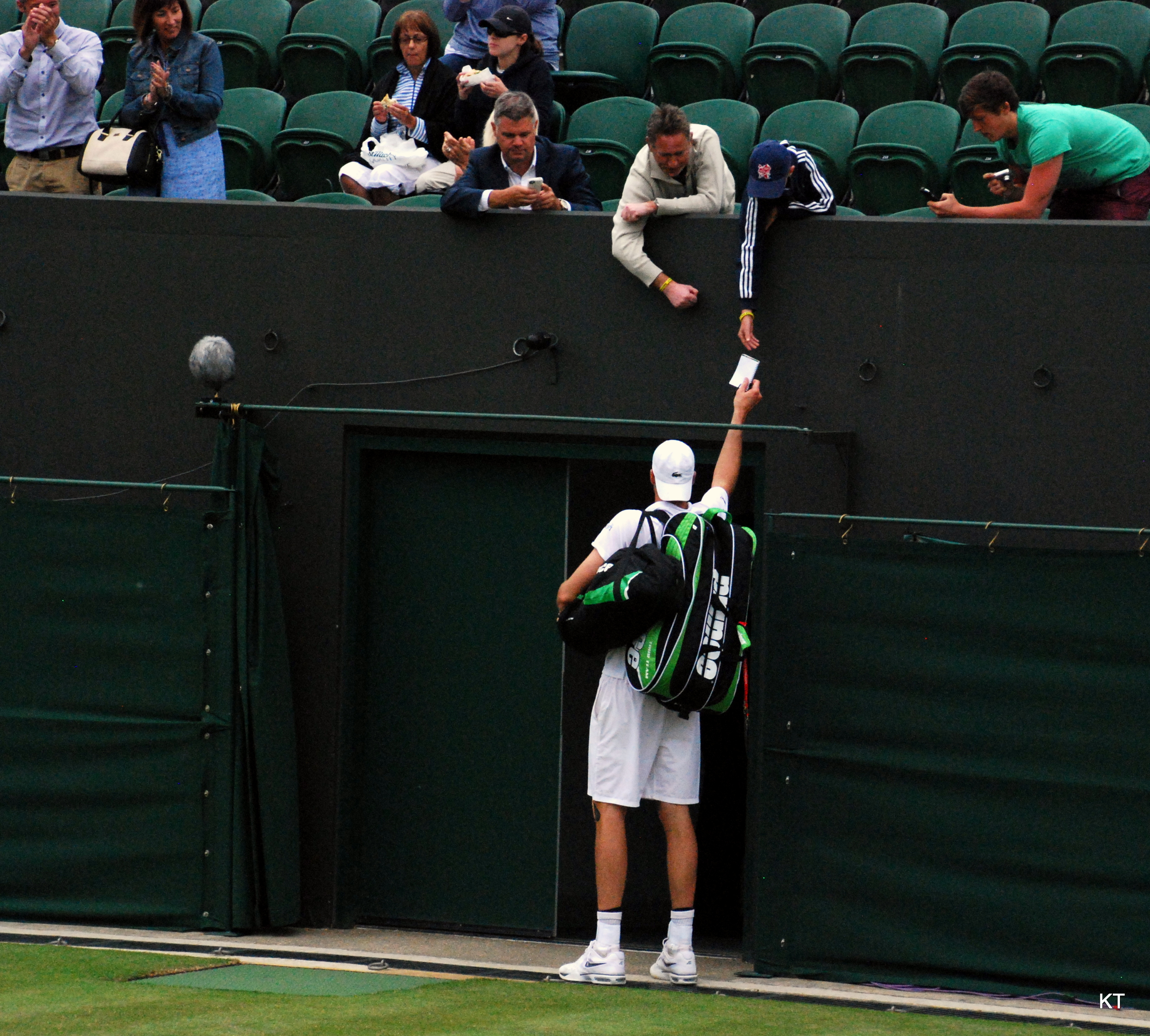
John Isner faisant un autographe après un match à Wimbledon en 2014.

Lors du tournoi de Roland-Garros, il vainc au premier tour Pierre-Hugues Herbert (7-65, 7-64, 7-5). Au second tour, il remporte le match contre Mikhail Kukushkin (66-7, 7-64 6-3, 7-64). Au troisième tour, il bat le terrien Tommy Robredo (7-613, 7-63, 66-7, 7-5) dans un match très serré. Son parcours s’arrête au tour suivant face à Tomáš Berdych 6e mondial. Il s’incline (4-6, 4-6, 4-6) en 1 h 51 permettant d'obtenir sa meilleure performance à Roland-Garros avec un huitième de finale.
Sur le gazon de Wimbledon, il perd au troisième tour contre Feliciano López (7-68, 66-7, 63-7, 5-7). Ensuite au tournoi de Newport, il perd en quart contre son compatriote Jack Sock (4-6, 64-7).
Il retourne sur le dur américain, à Atlanta, où après y avoir réalisé deux finales (en 2010 et 2011), il parvient à conserver son titre acquis l'année précédente. Il a pour cela disposé de Robby Ginepri (4-6, 7-65, 7-5), Marinko Matosevic (7-68, 6-4), Jack Sock (6-4, 4-6, 7-65) qui l'avait battu quelques semaines avant et en finale Dudi Sela dans un match gagné facilement (6-3, 6-4). Il remporte le 9e titre de sa carrière. À l’ATP 500 de Washington, il perd d'entrée contre son compatriote Steve Johnson alors qu'il avait atteint la finale l'année précédente, perdant ainsi de précieux points.
Au Masters de Cincinnati en tant que finaliste sortant, il atteint les huitièmes mais perd contre Andy Murray (7-63, 4-6, 627).
Il participe ensuite à l'US Open, où il bat au premier tour Marcos Giron (7-65, 6-2, 7-62), puis de l'Allemand Jan-Lennard Struff (7-65, 6-4, 6-2). Son parcours s'arrête là, où pourtant favori lors de son match suivant, il s'incline contre Philipp Kohlschreiber une nouvelle fois (64-7, 6-4, 62-7, 64-7) comme en 2012 et 2013.
Il termine sa saison avec deux titres et un excellent parcours à Cincinnati avec une demie. Il n'arrive cependant pas à battre le moindre top 10, montrant une saison plutôt terne et décevante par rapport aux précédentes. Il finit la saison à la 19e place mondiale.

### 2015. Saison régulière
Il commence sa saison directement à l'Open d’Australie. Il se qualifie plutôt aisément au troisième tour. Alors favori de son match, il chute contre le Luxembourgeois Gilles Müller (64-7, 66-7, 4-6).
Lors du premier tour de la Coupe Davis, il perd ses deux matchs à enjeu contre James Ward et Andy Murray, faisant perdre la rencontre à son équipe. Sa défaite contre Ward (111e mondial) est plus impressionnante, il a mené deux sets à zéro et a manqué des balles de match avant de perdre : (7-64, 7-5, 3-6, 63-7, 13-15).
Lors du premier Masters de la saison, à Indian Wells, il bat le qualifié Jürgen Melzer (6-3, 6-4), et la tête de série no 16 Kevin Anderson (7-66, 6-2) avant de perdre contre le no 1 mondial Novak Djokovic de manière plus expéditive que leurs précédentes confrontations (4-6, 65-7) en 1 heure et 30 minutes. Puis à Miami cette fois, il bat au deuxième tour le jeune espoir Russe Andrey Rublev, le 11e mondial Grigor Dimitrov (7-62, 6-2), ensuite le 6e mondial Milos Raonic (63-7, 7-66, 7-65) et enfin en quart le 5e mondial Kei Nishikori (6-4, 6-3). Il atteint pour la première fois les demies à Miami, montrant qu'il réussit toujours en Amérique et signe ses premières bonnes performances cette saison, perdant seulement encore une fois contre le no 1 mondial Novak Djokovic (63-7, 2-6) en une heure et demie à nouveau.
Pour la saison sur ocre, John Isner réalise la meilleure saison de sa carrière : avec un huitième au Masters de Monte-Carlo en perdant seulement en trois sets serrés (66-7, 6-4, 3-6) contre Rafael Nadal après 2 h 20 d'un gros combat, puis un quart de finale au Masters de Madrid en perdant dans un match tendu et à suspense (6-3, 67-7, 61-7) contre Tomáš Berdych après avoir servi 29 aces et n'a pas été breaké une seule fois (du match et du tournoi) ; après avoir battu Thomaz Bellucci (7-65, 611-7, 6-1) et Nick Kyrgios (6-3, 67-7, 6-4), tombeur de Federer au tour d'avant. Et un huitième au Masters de Rome en perdant (4-6, 4-6) à nouveau contre l'Espagnol. Une bonne préparation pour Roland-Garros, mais il perdra dès le deuxième tour contre le Français Jérémy Chardy en quatre sets.
Sur herbe, à Wimbledon, il atteint le troisième tour sans difficulté mais bute face au 9e mondial, Marin Čilić dans un match disputé sur deux jours et cinq manches très accrochées (64-7, 7-68, 4-6, 7-64, 10-12) après 4 h 31 de jeu.
Lors du début de la tournée américaine, il s'aligne à nouveau à Atlanta en tant que tête de série no 1 pour s'adjuger le 10e titre en carrière et son triplé ici-même, en battant (6-3, 6-3) Márcos Baghdatís. Après à Washington, il bat Victor Estrella Burgos, Vasek Pospisil, Ričardas Berankis et Steve Johnson sur le fil (6-3, 3-6, 7-69) pour jouer la finale face au Japonais Kei Nishikori 5e mondial. Il gagne le premier set 6-4, mais perd les deux autres sets également 6-4 laissant ainsi s'échapper la victoire finale. À Montréal, il se qualifie jusqu'en quart de finale en battant Becker, à nouveau Pospisil (7-61, 4-6, 6-3) et le jeune fougueux Nick Kyrgios (7-5, 6-3), mais perdant en trois tie-breaks face au Français Jérémy Chardy après avoir eu sept balles de match. Enfin à l'US Open, il se qualifie jusqu'en huitième mais perd contre le no 2 mondial, Roger Federer en trois manches serrées (60-7, 66-7, 5-7).
Enfin sur l'indoor du Masters 1000 de Paris-Bercy, il crée l'exploit en battant Roger Federer (7-63, 3-6, 7-65), tête de série numéro 2, mais s'incline ensuite face à David Ferrer 8e mondial en trois sets, où son jeu aura été beaucoup moins bon.
Il conclut sa saison avec un titre, une finale à l'ATP 500 de Washington, ainsi qu’un excellent parcours à Miami. Mais surtout, il a réussi lors de cette saison à vaincre trois fois un joueur du top 10 et à tenir tête aux meilleurs. Il finit la saison à la 11e place mondiale, soit son meilleur classement en fin d'année.

### 2016. Troisième finale de Masters 1000 à Paris-Bercy
Il commence sa saison en tant que 11e mondial. Il atteint les huitièmes de finale à l'Open d'Australie, après avoir battu Jerzy Janowicz (6-3, 7-67, 6-3), Marcel Granollers (6-3, 7-66, 7-62) et Feliciano López (68-7, 7-65, 6-2, 6-4), avant d'être battu par David Ferrer en trois manches sèches alors 8e mondial.
En février, la tournée sud-américaine est catastrophique avec deux éliminations d'entrée. Au Masters d'Indian Wells, il bat Andreas Seppi et Adrian Mannarino en deux sets, avant de faire face au 6e mondial, Kei Nishikori contre qui il remporte le premier set facilement avant de lâcher et perdre les deux tie-breaks suivants.
Pour les tournois sur terre battue, il ne performe qu'à Houston où il atteint le dernier carré mais perd contre Jack Sock (64-7, 3-6). Lors du tournoi de Roland-Garros, il vainc au premier tour John Millman (64-7, 7-612, 7-67, 7-5). Au second tour, il remporte le match contre Kyle Edmund (6-4, 6-4, 6-4) plus facilement. Au troisième tour, il bat le Russe Teymuraz Gabashvili (7-67, 4-6, 2-6, 6-4, 6-2) dans un match très serré alors qu'il était mené au score. Son parcours s’arrête au tour suivant face au 2e mondial, Andy Murray. Il s’incline (69-7, 4-6, 3-6), réalisant son deuxième huitième de finale à Roland-Garros après 2014.
Sur herbe, il perd au troisième tour à Wimbledon contre Jo-Wilfried Tsonga après un marathon de cinq manches (7-63, 6-3, 65-7, 2-6, 17-19) après avoir mené les débats.
Alors triple tenant du titre à Atlanta, il passe Adrian Mannarino, Taylor Fritz et difficilement le jeune Reilly Opelka (65-7, 6-4, 6-2), avant de perdre en finale en deux tie-breaks contre Nick Kyrgios (63-7, 64-7).
Il reprend des couleurs au dernier tournoi de l'année, au Masters de Paris-Bercy battant au premier tour Mischa Zverev (7-68, 6-4), puis l'Espagnol David Ferrer 16e mondial (7-64, 7-64). Ensuite en huitième il bat le qualifié Jan-Lennard Struff, tombeur de Wawrinka au tour précédent (6-4, 64-7, 6-3). En quart, il vient à bout de son compatriote numéro 1 américain Jack Sock (7-66, 4-6, 6-4) après plus de deux heures de jeu, se qualifiant pour le dernier carré du tournoi, une première depuis Miami en 2015. En demi-finale, dans un match parfaitement maîtrisé (18 aces et plus de 92 % de 1er service), il bat facilement le tombeur de Djokovic, Marin Čilić 10e mondial (6-4, 6-3 en 1 h 11), se qualifiant pour une troisième finale de Masters 1000, la dernière remontant à 2013,. En finale, il s'incline contre Andy Murray en 3 sets (3-6, 7-64, 4-6 en 2 h 17) dans un bon match de l'Américain. Grâce à ce parcours, John Isner fait son retour dans le top 20 mondial à la 19e place, et montre ses ambitions pour 2017.

### 2017. Trois 1/2 finales en Masters 1000 et deux titres consécutifs
Lors de l'Open d'Australie, il bat Konstantin Kravchuk en quatre manches puis perd contre l'Allemand Mischa Zverev au bout de 4 h 10 de jeu après avoir remporté les deux premières manches et avoir eu une balle de match (7-64, 7-64, 4-6, 67-7, 7-9).
Après des défaites prématurées et des forfaits, il revient sur terre battue au Masters de Rome. Il y bat la tête de série numéro 14, Albert Ramos-Viñolas (64-7, 7-64, 6-1) au premier tour après deux premiers sets fort disputés, puis Florian Mayer (7-5, 6-3) et le no 3 mondial, Stanislas Wawrinka (7-61, 6-4) en 1 h 26. Il atteint son meilleur résultat au Foro Italico en ralliant les demi-finales, après avoir affronté et battu le 8e mondial, Marin Čilić (7-63, 2-6, 7-62) après 2 h 37 de jeu. Il est battu par la jeunesse, l'Allemand Alexander Zverev (4-6, 7-65, 1-6 alors 17e mondial) en presque deux heures, qui disputera ainsi sa première finale de Masters 1000. Aux Internationaux de France alors tête de série numéro 21, il perd au 3e tour contre le jeune Russe Karen Khachanov (61-7, 3-6, 7-65, 63-7).
Sur gazon, il déçoit au Queen's et à Wimbledon, mais remporte la semaine suivante le dernier tournoi sur herbe à Newport, s'imposant en finale contre le qualifié Matthew Ebden (6-3, 7-64), lors d'une semaine où il n'a affronté aucun top 100. Il remporte son 11e titre, le premier depuis Atlanta en 2015. Il enchaîne la semaine suivante sur dur au tournoi d'Atlanta et se qualifie avec facilité pour la finale, en battant le 22e mondial, Gilles Müller (6-4, 6-2) en demi-finale. Il se dit « bien se sentir en ce moment et avoir confiance en lui ». Il remporte la finale sur deux tie-breaks lors desquels il était mené, face à son compatriote Ryan Harrison, réalisant un gros match avec 23 aces, 50 coups gagnants pour 21 fautes directes et 71 % au premier service au bout de 1 h 48 de jeu. Isner remporte son second titre consécutif, restant sur huit victoires d'affilée et le 12e trophée de sa carrière.
John est une fois de plus en réussite chez lui, au Masters de Cincinnati sans perdre le moindre set et sans se faire breaker. Pour cela, il passe Viktor Troicki (7-63, 6-4), puis des joueurs de la Next Gen Américaine. Avec Tommy Paul (6-3, 6-3) âgé de 20 ans, puis le tombeur d'Alexander Zverev au tour précédent, Frances Tiafoe (7-64, 7-5) âgé de 19 ans  et en quart de finale, Jared Donaldson (7-64, 7-5) en une heure et demie de jeu, lui aussi âgé de 20 ans. Il atteint le dernier carré avec un joli affrontement contre le 11e mondial, Grigor Dimitrov. Événement, aucun membre du Big Four n'est présent à ce stade, s'agissant seulement de la 3e fois après Paris-Bercy 2008 et 2012 ; et aucun membre du top 10 présent en demi-finale, une première depuis Hambourg 2006. Il s'incline contre le Bulgare et futur vainqueur, (64-7, 610-7) après 2 h 03 de jeu et une fin de match époustouflante. Pour l'US Open, Isner déçoit en perdant à nouveau contre Mischa Zverev au 3e tour (4-6, 3-6, 65-7).
Côté tournée asiatique, il perd en quart de finale de Pékin contre Rafael Nadal (4-6, 60-7), le futur vainqueur, et en huitième du Masters de Shanghai face à Viktor Troicki (4-6, 64-7).
Pour son dernier tournoi, sur l'indoor du Masters de Paris-Bercy, il passe difficilement (7-62, 611-7, 6-3) Diego Schwartzman, puis vainc le 8e mondial, Grigor Dimitrov (7-610, 5-7, 7-63) dans un autre gros combat de 2 h 45 où il n'aura pris le service de son adversaire qu'une fois. Il bat ensuite la tête de série numéro 13, Juan Martín del Potro (6-4, 65-7, 6-4) l'empêchant de se qualifier pour le Masters de Londres. Dans le dernier carré, il affronte la surprise et qualifié Filip Krajinović, contre qui, il s'incline (4-6, 7-62, 65-7) après 2 h 28 de jeu. Après match, il rapporte que cette défaite le frustre alors qu'il avait l'opportunité de finir dans le Top 10.

### 2018. Consécration:1ertitre en Masters 1000 à Miami, première demi-finale en Grand Chelem à Wimbledon, qualification pour le Masters et meilleur classement
Après un début de saison très décevant où il ne remporte qu'un match en quatre confrontations en simple, il s'adjuge, associé à Jack Sock, le tournoi de double d'Indian Wells face aux frères Bob et Mike Bryan (7-64, 7-62). En simple, la semaine suivante, il renaît de ses cendres au traditionnel Masters de Miami. Après une entrée en lice délicate face à Jiří Veselý (7-63, 1-6, 6-3), il se débarrasse du Russe Mikhail Youzhny (6-4, 6-3) puis surtout du no 3 mondial et finaliste de l'Open d'Australie, Marin Čilić (7-60, 6-3). Il vainc ensuite plutôt facilement la révélation du début de saison, le Sud-Coréen Chung Hyeon (6-1, 6-4), avant de se qualifier pour la finale après une victoire de prestige sur l'Argentin Juan Martín del Potro (6-1, 7-62) en 1 h 23, alors no 6 mondial, qui avait gagné la semaine précédente le Masters d'Indian Wells et qui était sur une série de 15 victoires consécutives,. Pour sa quatrième finale en Masters 1000 de sa carrière, il vient à bout dans un combat en trois sets d'Alexander Zverev (64-7, 6-4, 6-4) en deux heures et demie face au no 5 mondial. Après trois échecs en finale, il remporte ainsi son premier titre dans cette catégorie de tournoi, le plus important de sa carrière. Après ce tournoi, il égale sa meilleure performance au classement ATP avec une 9e place mondiale,.
Sur terre battue au Masters de Madrid, il franchit les quarts en battant Ryan Harrison et Pablo Cuevas le tout qu'avec des tie-breaks. Il s'incline (4-6, 5-7) contre le 3e mondial, Alexander Zverev prenant sa revanche de Miami. Et à Roland-Garros, il atteint sans sourciller les 1/8 de finale mais perd (4-6, 4-6, 4-6) en deux heures contre le 6e mondial, Juan Martín del Potro.
Sur le gazon de Wimbledon, il réalise le meilleur Grand Chelem de sa carrière. Il passe le qualifié Yannick Maden, puis difficilement en cinq manches le Belge Ruben Bemelmans (6-1, 6-4, 66-7, 63-7, 7-5) et Radu Albot pour aller en 1/8 de finale. Il franchit le Grec Stéfanos Tsitsipás (6-4, 7-68, 7-66) en 2 h 8 ; puis remporte le match des grands serveurs contre le Canadien Milos Raonic (65-7, 7-67, 6-4, 6-3) après 2 h 42 de jeu. il atteint pour la première fois une demi-finale d'un Grand Chelem et défiera un autre grand serveur, le 8e mondial Kevin Anderson. Au terme d'une rencontre dantesque de 6 heures 35, 26-24 au 5e set, 102 aces : Isner s'incline aux portes de sa première finale de Grand Chelem, totalement épuisé de son match marathon,. Après le match, l'Américain propose « un tie-break à 12-12 » au 5e set pour éviter ce genre de marathon. Fin du mois, il joue à Atlanta chez lui dans la défense de son titre. Il y bat Alex de Minaur, Mischa Zverev, Matthew Ebden et comme l'an passée, Ryan Harrison (5-7, 6-3, 6-4) pour remporter son 2e sacre de la saison, son 5e à Atlanta en six ans. À l'US Open, Isner passe difficilement les premiers tours notamment contre Nicolás Jarry en cinq sets et Dušan Lajović en quatre manches pour arriver en huitièmes de finale. Dans une rencontre sans tie-break, il bat Milos Raonic (3-6, 6-3, 6-4, 3-6, 6-2) en un peu plus de trois heures de jeu et atteint les quarts de finale comme en 2011. Il s'y incline contre le 3e mondial, Juan Martín del Potro (7-65, 3-6, 64-7, 2-6) au terme de trois heures et demie de jeu.
Il se qualifie pour le Masters de Londres grâce au forfait de Rafael Nadal. Il est placé dans le Groupe Guga Kuerten avec le no 1 mondial, Novak Djokovic, le no 5 mondial, Alexander Zverev et le no 7 mondial, Marin Čilić. Il s'incline lors de tous ses matchs en ne prenant qu'un set face à Čilić. Lors de son second match, il était endeuillé par la perte d'un de ses meilleurs amis.
Il termine la meilleure saison de sa carrière à la 10e place mondiale avec une demi-finale de Grand Chelem à Wimbledon, un premier titre Masters 1000 et son meilleur classement en carrière (8e mondial).

### 2019:5efinale en Masters 1000 à Miami et sortie du top 10
John Isner commence sa saison 2019 par une défaite d'entrée à Auckland face à Taylor Fritz et à l'Open d'Australie face à son jeune compatriote Reilly Opelka. Il enchaîne par trois demi-finales à Long Island, Delray Beach et Acapulco. Tenant du titre à Miami, il se qualifie sans perdre de set pour la finale, sa 5e en Masters 1000, où il s'incline contre Roger Federer.

### 2021
Il remporte son seizième titre en simple, le sixième à Atlanta.

### 2022
Il remporte en double les Masters 1000 d'Indian Wells et de Miami.
En mai, il perd au troisième tour aux Internationaux de France de tennis 2022, contre le néophyte Espagnol Bernabé Zapata Miralles (4-6, 6-3, 4-6, 7-65, 3-6).
Au tournoi de Wimbledon, il s'incline au troisième tour face à l'Italien Jannik Sinner, mais bat le record d'aces en carrière d'Ivo Karlović (13 728), le portant à 13 748 le 1er juillet 2022.

### 2023
Mi-février, il atteint la finale du tournoi de Dallas en disposant du Taiẅanais Tseng Chun-hsin (7-6, 7-6), de l'Allemand Daniel Altmaier (6-3, 7-6), de l'Equatorien Emilio Gómez (7-6, 7-5) (devenant par cette occasion le premier joueur de l'histoire à remporter 500 tie-breaks) et de son compatriote récent huitième de finaliste à l'Open d'Australie Jeffrey Wolf en demi-finale (3-6, 7-5, 7-6). Il est battu par le Chinois Wu Yibing, premier de sa nation à remporter un tournoi ATP en trois tie-breaks (7-6, 6-7, 6-7).
Le 24 août 2023, il annonce qu'il prendra sa retraite après l'US Open. Après avoir obtenu une invitation pour débuter directement dans le tableau principal de simple et de double, il bat au premier tour l'Argentin Facundo Diaz Acosta (6-4, 6-3, 7-6). Au deuxième tour, il est battu en cinq sets par son compatriote Michael Mmoh (6-3, 6-4, 6-7, 4-6, 6-7). Cette défaite met un terme à sa carrière en simple, le jeudi 31 août 2023. 
Le 1er septembre, il perd également au premier tour en double avec son compatriote Jack Sock, qui prend lui aussi sa retraite après cette défaite, contre la paire Robert Galloway / Albano Olivetti (2-6, 6-3, 6-7).

## Style de jeu
Son jeu s'appuie sur son gabarit très imposant et sur la terrible puissance qu'il imprime à ses coups en service et en coup droit principalement. Son arme principale est sans nul doute son service. Il fait partie des six joueurs de tennis ayant atteint la barre des 1 000 aces en une saison, avec Andy Roddick, Goran Ivanišević, Milos Raonic, Pete Sampras et Ivo Karlović. Véritable référence en la matière, certains joueurs se préparent mentalement avant leur match à l'idée de disputer des tie-breaks face à lui et de ne pas avoir beaucoup d'échanges à jouer, ce qui en fait un adversaire atypique et craint. Il doit d'ailleurs son surnom de « big ben », outre à son gabarit grand et carré, à la sensation qu'il fait « résonner les cloches » quand il frappe les balles au service. Son jeu de fond de court s'articule principalement sur un coup droit aussi très puissant et régulier. Il est de plus un volleyeur redoutable doté d'un très bon toucher. Il possède enfin un mental solide. En revanche, son grand gabarit l'empêche de se déplacer rapidement. Son revers, bien qu'ayant gagné en régularité, et son retour de service sont jugés un peu tendres et constituent ses points faibles. Cela fait de lui un joueur de surfaces rapides, revêtement qui lui permet d'exprimer au mieux ses qualités de cogneur.
En date d'avril 2018, il est considéré par l'ATP comme le deuxième meilleur serveur de tous les temps, avec 68,8 % de premières balles réussies, près de 80 % des points gagnés sur la première balle, plus de 91 % des jeux de service remportés et 17,5 aces par match en moyenne. Son record au service est de 253 km/h (troisième service le plus rapide de tous les temps).
Il est aussi à ce jour l’un des plus grands marathoniens de l’histoire du tennis. En effet, il a disputé de nombreux matchs à suspense, au scénario complètement fou, mais surtout d’une longueur exceptionnelle (il a disputé le match le plus long de l'histoire face à Nicolas Mahut), ce qui montre principalement ses grandes qualités mentales.

## Palmarès

### Titres en simple messieurs
| 16 titres en simple | 0 G. Chelem | 0 G. Chelem | 0 G. Chelem | 0 G. Chelem | 0 Masters  | 0 Masters  | 0 Masters   | 0 Masters   | 1 Masters 1000 | 1 Masters 1000 | 1 Masters 1000 | 1 Masters 1000 | 0 ATP 500          | 0 ATP 500          | 0 ATP 500          | 0 ATP 500          | 15 ATP 250         | 15 ATP 250         | 15 ATP 250     | 15 ATP 250     | 0 JO           | 0 JO           | 0 JO           | 0 JO           |
| 16 titres en simple | 11 sur dur  | 11 sur dur  | 11 sur dur  | 11 sur dur  | 11 sur dur | 11 sur dur | 4 sur gazon | 4 sur gazon | 4 sur gazon    | 4 sur gazon    | 4 sur gazon    | 4 sur gazon    | 1 sur terre battue | 1 sur terre battue | 1 sur terre battue | 1 sur terre battue | 1 sur terre battue | 1 sur terre battue | 0 sur moquette | 0 sur moquette | 0 sur moquette | 0 sur moquette | 0 sur moquette | 0 sur moquette |

| No | Date       | Nom et lieu du tournoi                                | Catégorie    | Dotation    | Surface      | Finaliste         | Score            |          |
| -- | ---------- | ----------------------------------------------------- | ------------ | ----------- | ------------ | ----------------- | ---------------- | -------- |
| 1  | 11-01-2010 | Heineken Open, Auckland                               | ATP 250      | 355 500 $   | Dur (ext.)   | Arnaud Clément    | 6-3, 5-7, 7-62   | Parcours |
| 2  | 04-07-2011 | Campbell's Hall of Fame Tennis Championships, Newport | ATP 250      | 442 500 $   | Gazon (ext.) | Olivier Rochus    | 6-3, 7-66        | Parcours |
| 3  | 21-08-2011 | Winston-Salem Open, Winston-Salem                     | ATP 250      | 553 125 $   | Dur (ext.)   | Julien Benneteau  | 4-6, 6-3, 6-4    | Parcours |
| 4  | 15-07-2012 | Campbell's Hall of Fame Tennis Championships, Newport | ATP 250      | 455 775 $   | Gazon (ext.) | Lleyton Hewitt    | 7-61, 6-4        | Parcours |
| 5  | 19-08-2012 | Winston-Salem Open, Winston-Salem                     | ATP 250      | 575 250 $   | Dur (ext.)   | Tomáš Berdych     | 3-6, 6-4, 7-69   | Parcours |
| 6  | 08-04-2013 | U.S. Men's Clay Court Championships, Houston          | ATP 250      | 455 775 $   | Terre (ext.) | Nicolás Almagro   | 6-3, 7-5         | Parcours |
| 7  | 22-07-2013 | Atlanta Tennis Championships, Atlanta                 | ATP 250      | 546 930 $   | Dur (ext.)   | Kevin Anderson    | 63-7, 7-62, 7-62 | Parcours |
| 8  | 06-01-2014 | Heineken Open, Auckland                               | ATP 250      | 455 190 $   | Dur (ext.)   | Lu Yen-hsun       | 7-64, 7-67       | Parcours |
| 9  | 21-07-2014 | BB&T Atlanta Open, Atlanta                            | ATP 250      | 568 805 $   | Dur (ext.)   | Dudi Sela         | 6-3, 6-4         | Parcours |
| 10 | 27-07-2015 | BB&T Atlanta Open, Atlanta                            | ATP 250      | 585 870 $   | Dur (ext.)   | Márcos Baghdatís  | 6-3, 6-3         | Parcours |
| 11 | 17-07-2017 | Dell Technologies Hall of Fame Open, Newport          | ATP 250      | 535 625 $   | Gazon (ext.) | Matthew Ebden     | 6-3, 7-64        | Parcours |
| 12 | 24-07-2017 | BB&T Atlanta Open, Atlanta                            | ATP 250      | 642 750 $   | Dur (ext.)   | Ryan Harrison     | 7-66, 7-67       | Parcours |
| 13 | 21-03-2018 | Miami Open presented by Itaú, Miami                   | Masters 1000 | 7 972 535 $ | Dur (ext.)   | Alexander Zverev  | 64-7, 6-4, 6-4   | Parcours |
| 14 | 23-07-2018 | BB&T Atlanta Open, Atlanta                            | ATP 250      | 668 460 $   | Dur (ext.)   | Ryan Harrison     | 5-7, 6-3, 6-4    | Parcours |
| 15 | 15-07-2019 | Hall of Fame Open, Newport                            | ATP 250      | 583 585 $   | Gazon (ext.) | Alexander Bublik  | 7-62, 6-3        | Parcours |
| 16 | 26-07-2021 | Truist Atlanta Open, Atlanta                          | ATP 250      | 555 995 $   | Dur (ext.)   | Brandon Nakashima | 7-68, 7-5        | Parcours |

### Finales en simple messieurs
| No | Date       | Nom et lieu du tournoi                                        | Catégorie    | Dotation    | Surface      | Vainqueur             | Score             |          |
| -- | ---------- | ------------------------------------------------------------- | ------------ | ----------- | ------------ | --------------------- | ----------------- | -------- |
| 1  | 30-07-2007 | Legg Mason Tennis Classic, Washington                         | Int' Series  | 575 000 $   | Dur (ext.)   | Andy Roddick          | 6-4, 7-64         | Parcours |
| 2  | 15-02-2010 | Regions Morgan Keegan Championships, Memphis                  | ATP 500      | 1 100 000 $ | Dur (int.)   | Sam Querrey           | 63-7, 7-65, 6-3   | Parcours |
| 3  | 03-05-2010 | Serbia Open, Belgrade                                         | ATP 250      | 373 200 €   | Terre (ext.) | Sam Querrey           | 3-6, 7-64, 6-4    | Parcours |
| 4  | 19-07-2010 | Atlanta Tennis Championships, Atlanta                         | ATP 250      | 531 000 $   | Dur (ext.)   | Mardy Fish            | 4-6, 6-4, 7-64    | Parcours |
| 5  | 18-07-2011 | Atlanta Tennis Championships, Atlanta                         | ATP 250      | 531 000 $   | Dur (ext.)   | Mardy Fish            | 3-6, 7-66, 6-2    | Parcours |
| 6  | 05-03-2012 | BNP Paribas Open, Indian Wells                                | Masters 1000 | 4 694 969 $ | Dur (ext.)   | Roger Federer         | 7-67, 6-3         | Parcours |
| 7  | 09-04-2012 | U.S. Men's Clay Court Championships, Houston                  | ATP 250      | 442 500 $   | Terre (ext.) | Juan Mónaco           | 6-2, 3-6, 6-3     | Parcours |
| 8  | 29-07-2013 | Citi Open, Washington                                         | ATP 500      | 1 295 790 $ | Dur (ext.)   | Juan Martín del Potro | 3-6, 6-1, 6-2     | Parcours |
| 9  | 12-08-2013 | Western & Southern Open, Cincinnati                           | Masters 1000 | 4 362 385 $ | Dur (ext.)   | Rafael Nadal          | 7-68, 7-63        | Parcours |
| 10 | 03-08-2015 | Citi Open, Washington                                         | ATP 500      | 1 508 815 $ | Dur (ext.)   | Kei Nishikori         | 4-6, 6-4, 6-4     | Parcours |
| 11 | 01-08-2016 | BB&T Atlanta Open, Atlanta                                    | ATP 250      | 618 030 $   | Dur (ext.)   | Nick Kyrgios          | 7-63, 7-64        | Parcours |
| 12 | 31-10-2016 | BNP Paribas Masters, Paris                                    | Masters 1000 | 3 748 925 € | Dur (int.)   | Andy Murray           | 6-3, 64-7, 6-4    | Parcours |
| 13 | 20-03-2019 | Miami Open presented by Itaú, Miami                           | Masters 1000 | 8 359 455 $ | Dur (ext.)   | Roger Federer         | 6-1, 6-4          | Parcours |
| 14 | 04-04-2022 | Fayez Sarofim & Co. US Men's Clay Court Championship, Houston | ATP 250      | 594 950 $   | Terre (ext.) | Reilly Opelka         | 6-3, 7-67         | Parcours |
| 15 | 06-02-2023 | Dallas Open, Dallas                                           | ATP 250      | 737 170 $   | Dur (int.)   | Wu Yibing             | 64-7, 7-63, 7-612 | Parcours |

### Titres en double messieurs
| No | Date       | Nom et lieu du tournoi                               | Catégorie    | Dotation    | Surface      | Partenaire        | Finalistes                               | Score            |          |
| -- | ---------- | ---------------------------------------------------- | ------------ | ----------- | ------------ | ----------------- | ---------------------------------------- | ---------------- | -------- |
| 1  | 07-07-2008 | Campbell's Hall of Fame Tennis Championships Newport | Int' Series  | 360 000 $   | Gazon (ext.) | Mardy Fish        | Rohan Bopanna Aisam-Ul-Haq Qureshi       | 6-4, 7-61        | Parcours |
| 2  | 15-02-2010 | Regions Morgan Keegan Championships Memphis          | ATP 500      | 1 100 000 $ | Dur (int.)   | Sam Querrey       | Ross Hutchins Jordan Kerr                | 6-4, 6-4         | Parcours |
| 3  | 08-05-2011 | Internazionali BNL d'Italia Rome                     | Masters 1000 | 2 227 500 € | Terre (ext.) | Sam Querrey       | Mardy Fish Andy Roddick                  | Forfait          | Parcours |
| 4  | 10-10-2016 | Shanghai Rolex Masters Shanghai                      | Masters 1000 | 5 452 985 $ | Dur (ext.)   | Jack Sock         | Henri Kontinen John Peers                | 6-4, 6-4         | Parcours |
| 5  | 08-03-2018 | BNP Paribas Open Indian Wells                        | Masters 1000 | 7 972 535 $ | Dur (ext.)   | Jack Sock         | Bob Bryan Mike Bryan                     | 7-64, 7-62       | Parcours |
| 6  | 19-07-2021 | Mifel Open Cabo San Lucas                            | ATP 250      | 598 545 $   | Dur (ext.)   | Hans Hach Verdugo | Hunter Reese Sem Verbeek                 | 5-7, 6-2, [10-4] | Parcours |
| 7  | 10-03-2022 | BNP Paribas Open Indian Wells                        | Masters 1000 | 8 584 055 $ | Dur (ext.)   | Jack Sock         | Santiago González Édouard Roger-Vasselin | 7-64, 6-3        | Parcours |
| 8  | 23-03-2022 | Miami Open presented by Itaú Miami                   | Masters 1000 | 8 584 055 $ | Dur (ext.)   | Hubert Hurkacz    | Wesley Koolhof Neal Skupski              | 7-65, 6-4        | Parcours |

### Finales en double messieurs
| No | Date       | Nom et lieu du tournoi                      | Catégorie    | Dotation    | Surface      | Vainqueurs                | Partenaire        | Score              |          |
| -- | ---------- | ------------------------------------------- | ------------ | ----------- | ------------ | ------------------------- | ----------------- | ------------------ | -------- |
| 1  | 26-04-2010 | Internazionali BNL d'Italia Rome            | Masters 1000 | 2 227 500 € | Terre (ext.) | Bob Bryan Mike Bryan      | Sam Querrey       | 6-2, 6-3           | Parcours |
| 2  | 04-04-2011 | U.S. Men's Clay Court Championships Houston | ATP 250      | 442 500 $   | Terre (ext.) | Bob Bryan Mike Bryan      | Sam Querrey       | 64-7, 6-2, [10-5]  | Parcours |
| 3  | 05-03-2012 | BNP Paribas Open Indian Wells               | Masters 1000 | 4 694 969 $ | Dur (ext.)   | Marc López Rafael Nadal   | Sam Querrey       | 6-2, 7-63          | Parcours |
| 4  | 27-02-2017 | Abierto Mexicano Telcel Acapulco            | ATP 500      | 1 491 310 $ | Dur (ext.)   | Jamie Murray Bruno Soares | Feliciano López   | 6-3, 6-3           | Parcours |
| 5  | 02-10-2017 | China Open Pékin                            | ATP 500      | 3 028 080 $ | Dur (ext.)   | Henri Kontinen John Peers | Jack Sock         | 6-3, 3-6, [10-7]   | Parcours |
| 6  | 08-05-2022 | Internazionali BNL d'Italia Rome            | Masters 1000 | 5 415 410 € | Terre (ext.) | Nikola Mektić Mate Pavić  | Diego Schwartzman | 6-2, 66-7, [12-10] | Parcours |

### Titre en double mixte
| No | Date       | Nom et lieu du tournoi         | Catégorie | Surface    | Partenaire            | Finalistes                    | Score        |          |
| -- | ---------- | ------------------------------ | --------- | ---------- | --------------------- | ----------------------------- | ------------ | -------- |
| 1  | 01-01-2011 | Hyundai Hopman Cup XXIII Perth | ITF       | Dur (int.) | Bethanie Mattek-Sands | Ruben Bemelmans Justine Henin | 2 matchs à 1 | Parcours |

### Finale en double mixte
| No | Date       | Nom et lieu du tournoi         | Catégorie | Surface    | Vainqueurs                         | Partenaire      | Score        |          |
| -- | ---------- | ------------------------------ | --------- | ---------- | ---------------------------------- | --------------- | ------------ | -------- |
| 1  | 04-01-2015 | Hyundai Hopman Cup XXVII Perth | ITF       | Dur (int.) | Agnieszka Radwańska Jerzy Janowicz | Serena Williams | 2 matchs à 1 | Parcours |

## Parcours dans les tournois duGrand Chelem

### En simple
| Année | Open d'Australie | Open d'Australie | Internationaux de France | Internationaux de France | Wimbledon       | Wimbledon          | US Open         | US Open           |
| ----- | ---------------- | ---------------- | ------------------------ | ------------------------ | --------------- | ------------------ | --------------- | ----------------- |
| 2007  | —                | —                | —                        | —                        | —               | —                  | 3e tour (1/16)  | Roger Federer     |
| 2008  | 1er tour (1/64)  | Fabrice Santoro  | 1er tour (1/64)          | J. I. Chela              | 1er tour (1/64) | Ernests Gulbis     | 1er tour (1/64) | Andreas Beck      |
| 2009  | 1er tour (1/64)  | Dominik Hrbatý   | —                        | —                        | —               | —                  | 1/8 de finale   | F. Verdasco       |
| 2010  | 1/8 de finale    | Andy Murray      | 3e tour (1/16)           | Tomáš Berdych            | 2e tour (1/32)  | Thiemo de Bakker   | 3e tour (1/16)  | Mikhail Youzhny   |
| 2011  | 3e tour (1/16)   | Marin Čilić      | 1er tour (1/64)          | Rafael Nadal             | 2e tour (1/32)  | Nicolás Almagro    | 1/4 de finale   | Andy Murray       |
| 2012  | 3e tour (1/16)   | Feliciano López  | 2e tour (1/32)           | P.-H. Mathieu            | 1er tour (1/64) | Alejandro Falla    | 3e tour (1/16)  | P. Kohlschreiber  |
| 2013  | —                | —                | 3e tour (1/16)           | Tommy Haas               | 2e tour (1/32)  | Adrian Mannarino   | 3e tour (1/16)  | P. Kohlschreiber  |
| 2014  | 1er tour (1/64)  | Martin Kližan    | 1/8 de finale            | Tomáš Berdych            | 3e tour (1/16)  | Feliciano López    | 3e tour (1/16)  | P. Kohlschreiber  |
| 2015  | 3e tour (1/16)   | Gilles Müller    | 2e tour (1/32)           | Jérémy Chardy            | 3e tour (1/16)  | Marin Čilić        | 1/8 de finale   | Roger Federer     |
| 2016  | 1/8 de finale    | David Ferrer     | 1/8 de finale            | Andy Murray              | 3e tour (1/16)  | J.-W. Tsonga       | 3e tour (1/16)  | Kyle Edmund       |
| 2017  | 2e tour (1/32)   | Mischa Zverev    | 3e tour (1/16)           | Karen Khachanov          | 2e tour (1/32)  | Dudi Sela          | 3e tour (1/16)  | Mischa Zverev     |
| 2018  | 1er tour (1/64)  | Matthew Ebden    | 1/8 de finale            | J. M. del Potro          | 1/2 finale      | Kevin Anderson     | 1/4 de finale   | J. M. del Potro   |
| 2019  | 1er tour (1/64)  | Reilly Opelka    | —                        | —                        | 2e tour (1/32)  | Mikhail Kukushkin  | 3e tour (1/16)  | Marin Čilić       |
| 2020  | 3e tour (1/16)   | S. Wawrinka      | 2e tour (1/32)           | Sebastian Korda          | Annulé          | Annulé             | 1er tour (1/64) | Steve Johnson     |
| 2021  | —                | —                | 3e tour (1/16)           | S. Tsitsipás             | 1er tour (1/64) | Yoshihito Nishioka | 1er tour (1/64) | Brandon Nakashima |
| 2022  | 1er tour (1/64)  | Maxime Cressy    | 3e tour (1/16)           | B. Zapata Miralles       | 3e tour (1/16)  | Jannik Sinner      | 2e tour (1/32)  | Forfait           |
| 2023  | 1er tour (1/64)  | Adrian Mannarino | 1er tour (1/64)          | Nuno Borges              | 1er tour (1/64) | Jaume Munar        | 2e tour (1/32)  | Michael Mmoh      |

N.B. : à droite du résultat se trouve le nom de l'ultime adversaire.

### En double messieurs
| Année | Open d'Australie                                                                       | Open d'Australie                                                            | Internationaux de France                                                            | Internationaux de France                                                        | Wimbledon                                                                          | Wimbledon                                                                        | US Open                                                                              | US Open |
| ----- | -------------------------------------------------------------------------------------- | --------------------------------------------------------------------------- | ----------------------------------------------------------------------------------- | ------------------------------------------------------------------------------- | ---------------------------------------------------------------------------------- | -------------------------------------------------------------------------------- | ------------------------------------------------------------------------------------ | ------- |
| 2003  | —                                                                                      | —                                                                           | —                                                                                   | —                                                                               | —                                                                                  | —                                                                                | 1er tour (1/32) P. Dabir \|\| style="text-align:left;" \| Á. López Morón F. Mantilla |         |
|       |                                                                                        |                                                                             |                                                                                     |                                                                                 |                                                                                    |                                                                                  |                                                                                      |         |
| 2007  | —                                                                                      | —                                                                           | —                                                                                   | —                                                                               | —                                                                                  | —                                                                                | 1er tour (1/32) S. Oudsema \|\| style="text-align:left;" \| B. Bryan M. Bryan        |         |
| 2008  | 1er tour (1/32) I. Karlović \|\| style="text-align:left;" \| J.P. Brzezicki A. Calleri | 1/8 de finale S. Querrey \|\| style="text-align:left;" \| B. Bryan M. Bryan | —                                                                                   | —                                                                               | 1er tour (1/32) S. Querrey \|\| style="text-align:left;" \| A. Calleri F. González |                                                                                  |                                                                                      |         |
| 2009  | 1/4 de finale M. Fish \|\| style="text-align:left;" \| B. Bryan M. Bryan               | —                                                                           | —                                                                                   | —                                                                               | —                                                                                  | 2e tour (1/16) S. Querrey \|\| style="text-align:left;" \| I. Ljubičić M. Llodra |                                                                                      |         |
| 2010  | 1/8 de finale S. Querrey \|\| style="text-align:left;" \| L. Dlouhý L. Paes            | —                                                                           | —                                                                                   | —                                                                               | —                                                                                  | —                                                                                | —                                                                                    |         |
| 2011  | —                                                                                      | —                                                                           | 1er tour (1/32) S. Querrey \|\| style="text-align:left;" \| D. Bracciali P. Starace | —                                                                               | —                                                                                  | —                                                                                | —                                                                                    |         |
|       |                                                                                        |                                                                             |                                                                                     |                                                                                 |                                                                                    |                                                                                  |                                                                                      |         |
| 2023  | 1er tour (1/32) H. Hach Verdugo \|\| style="text-align:left;" \| R. Hijikata J. Kubler | —                                                                           | —                                                                                   | 1er tour (1/32) J. Sock \|\| style="text-align:left;" \| M. Purcell J. Thompson | 1er tour (1/32) J. Sock \|\| style="text-align:left;" \| R. Galloway A. Olivetti   |                                                                                  |                                                                                      |         |

N.B. : le nom du partenaire se trouve sous le résultat ; les noms des ultimes adversaires se trouvent à droite.

## Parcours auMasters
| Année | Lieu    | Résultat    | Tour | Adversaires                                 | Victoire / Défaite | Scores                            |
| ----- | ------- | ----------- | ---- | ------------------------------------------- | ------------------ | --------------------------------- |
| 2018  | Londres | Round Robin | RR   | Novak Djokovic Marin Čilić Alexander Zverev | Défaite            | 4-6, 3-6 7-62, 3-6, 4-6 65-7, 3-6 |

## Parcours dans lesMasters 1000

### En simple
| Année | Indian Wells                  | Miami                     | Monte-Carlo            | Rome                     | Hambourg               | Canada                     | Cincinnati                 | Madrid                    | Paris                      |
| ----- | ----------------------------- | ------------------------- | ---------------------- | ------------------------ | ---------------------- | -------------------------- | -------------------------- | ------------------------- | -------------------------- |
| 2007  | —                             | —                         | —                      | —                        | —                      | —                          | 1er tour D. Ferrer         | —                         | —                          |
| 2008  | 2e tour N. Davydenko          | 1er tour G. Monfils       | —                      | —                        | —                      | —                          | 2e tour I. Andreev         | —                         | —                          |
|       | Indian Wells                  | Miami                     | Monte-Carlo            | Rome                     | Madrid                 | Canada                     | Cincinnati                 | Shanghai                  | Paris                      |
| 2009  | 1/8 de finale J. M. del Potro | 2e tour D. Ferrer         | —                      | —                        | —                      | 2e tour M. Youzhny         | 2e tour J. Chardy          | 1er tour L. Hewitt        | 2e tour F. González        |
| 2010  | 1/8 de finale R. Nadal        | 3e tour J. C. Ferrero     | —                      | 2e tour T. Bellucci      | 1/8 de finale R. Nadal | —                          | 2e tour D. Nalbandian      | 2e tour R. Federer        | 2e tour M. Llodra          |
|       | Indian Wells                  | Miami                     | Monte-Carlo            | Madrid                   | Rome                   | Canada                     | Cincinnati                 | Shanghai                  | Paris                      |
| 2011  | 3e tour A. Roddick            | 1/8 de finale K. Anderson | —                      | 2e tour S. Stakhovsky    | 1er tour J. I. Chela   | 2e tour V. Troicki         | 1er tour R. Štěpánek       | —                         | 1/2 finale J.-W. Tsonga    |
| 2012  | Finale R. Federer             | 3e tour F. Mayer          | —                      | 2e tour Marin Čilić      | 2e tour A. Seppi       | 1/2 finale R. Gasquet      | —                          | 1/8 de finale R. Štěpánek | 2e tour M. Llodra          |
| 2013  | 2e tour L. Hewitt             | 3e tour Marin Čilić       | 1er tour E. Gulbis     | 2e tour P. Andújar       | 1er tour D. Istomin    | 1er tour V. Pospisil       | Finale R. Nadal            | 2e tour C. Berlocq        | 1/8 de finale N. Djokovic  |
| 2014  | 1/2 finale N. Djokovic        | 1/8 de finale T. Berdych  | —                      | 1/8 de finale D. Ferrer  | 1er tour J. Melzer     | 1er tour Ivan Dodig        | 1/8 de finale A. Murray    | 1/8 de finale F. López    | 2e tour G. Monfils         |
| 2015  | 1/8 de finale N. Djokovic     | 1/2 finale N. Djokovic    | 1/8 de finale R. Nadal | 1/4 de finale T. Berdych | 1/8 de finale R. Nadal | 1/4 de finale J. Chardy    | 1er tour Sam Querrey       | 1/8 de finale A. Murray   | 1/4 de finale D. Ferrer    |
| 2016  | 1/8 de finale K. Nishikori    | 2e tour Tim Smyczek       | —                      | —                        | —                      | 2e tour R. Harrison        | 2e tour M. Raonic          | 1er tour A. Zverev        | Finale A. Murray           |
| 2017  | 3e tour G. Monfils            | 3e tour A. Zverev         | —                      | —                        | 1/2 finale A. Zverev   | 1er tour J. M. del Potro   | 1/2 finale G. Dimitrov     | 1/8 de finale V. Troicki  | 1/2 finale F. Krajinović   |
| 2018  | 2e tour G. Monfils            | Victoire A. Zverev        | —                      | 1/4 de finale A. Zverev  | 2e tour A. Ramos       | 1/8 de finale K. Khachanov | 1er tour S. Querrey        | —                         | 1/8 de finale K. Khachanov |
| 2019  | 1/8 de finale K. Khachanov    | Finale R. Federer         | —                      | —                        | —                      | 2e tour C. Garín           | 2e tour P. Carreño         | 1/8 de finale N. Djokovic | 2e tour C. Garín           |
| 2020  | n.o.                          | n.o.                      | n.o.                   | n.o.                     | —                      | n.o.                       | 1/8 de finale S. Tsitsipás | n.o.                      | —                          |
| 2021  | 3e tour Forfait               | 1/8 de finale R. Bautista | —                      | 1/4 de finale D. Thiem   | —                      | 1/2 finale D. Medvedev     | 1/8 de finale B. Paire     | n.o.                      | —                          |
| 2022  | 1/8 de finale G. Dimitrov     | 2e tour H. Gaston         | —                      | 2e tour C. Norrie        | 2e tour R. Nadal       | —                          | 1/4 de finale S. Tsitsipás | n.o.                      | 2e tour A. Rublev          |
| 2023  | 1er tour B. Nakashima         | 1er tour E. Nava          | —                      | —                        | —                      | —                          | 1er tour J. Thompson       | —                         | —                          |

N.B. : sous le résultat se trouve le nom de l’ultime adversaire.

### En double
| Année | Indian Wells                                                           | Indian Wells                                                             | Miami                                                              | Miami           | Monte-Carlo                                                                | Monte-Carlo                                                           | Rome                                                                       | Rome                                                                    | Hambourg puis Madrid                                                        | Hambourg puis Madrid                                                     | Canada                                                                   | Canada                                                                    | Cincinnati                                                               | Cincinnati                                                             | Madrid puis Shanghai                                                      | Madrid puis Shanghai | Paris | Paris |
| ----- | ---------------------------------------------------------------------- | ------------------------------------------------------------------------ | ------------------------------------------------------------------ | --------------- | -------------------------------------------------------------------------- | --------------------------------------------------------------------- | -------------------------------------------------------------------------- | ----------------------------------------------------------------------- | --------------------------------------------------------------------------- | ------------------------------------------------------------------------ | ------------------------------------------------------------------------ | ------------------------------------------------------------------------- | ------------------------------------------------------------------------ | ---------------------------------------------------------------------- | ------------------------------------------------------------------------- | -------------------- | ----- | ----- |
| 2007  | —                                                                      | —                                                                        | —                                                                  | —               | —                                                                          | —                                                                     | —                                                                          | —                                                                       | —                                                                           | —                                                                        | —                                                                        | —                                                                         | 1/8 de finale Delić \|\| style="text-align:left;" \| Hanley Ullyett      | —                                                                      | —                                                                         | —                    | —     |       |
| 2008  | —                                                                      | —                                                                        | —                                                                  | —               | —                                                                          | —                                                                     | —                                                                          | —                                                                       | —                                                                           | —                                                                        | —                                                                        | —                                                                         | 1/4 de finale Fish \|\| style="text-align:left;" \| Bhupathi Knowles     | —                                                                      | —                                                                         | —                    | —     |       |
| 2009  | —                                                                      | —                                                                        | —                                                                  | —               | —                                                                          | —                                                                     | —                                                                          | —                                                                       | —                                                                           | —                                                                        | —                                                                        | —                                                                         | 1/8 de finale Querrey \|\| style="text-align:left;" \| Kubot Marach      | 1er tour (1/16) Blake \|\| style="text-align:left;" \| Parrott Polášek | —                                                                         | —                    |       |       |
| 2010  | 1/2 finale Querrey \|\| style="text-align:left;" \| Nestor Zimonjić    | 1/8 de finale Querrey \|\| style="text-align:left;" \| Bhupathi Mirnyi   | —                                                                  | —               | Finale Querrey                                                             | Bryan                                                                 | 1/8 de finale Querrey \|\| style="text-align:left;" \| Kubot Marach        | —                                                                       | —                                                                           | 1/8 de finale Querrey \|\| Forfait                                       | 1er tour (1/16) Querrey \|\| style="text-align:left;" \| Dlouhý Štěpánek | 1/8 de finale Querrey \|\| style="text-align:left;" \| Dlouhý Paes        |                                                                          |                                                                        |                                                                           |                      |       |       |
| 2011  | 1/8 de finale Querrey \|\| style="text-align:left;" \| Murray          | 1/8 de finale Querrey \|\| style="text-align:left;" \| Lindstedt Tecău   | —                                                                  | —               | Victoire Querrey                                                           | Fish Roddick                                                          | 1/2 finale Querrey \|\| style="text-align:left;" \| Bryan                  | —                                                                       | —                                                                           | 1er tour (1/16) Blake \|\| style="text-align:left;" \| Bogomolov Johnson | —                                                                        | —                                                                         | 1er tour (1/16) Anderson \|\| style="text-align:left;" \| Butorac Rojer  |                                                                        |                                                                           |                      |       |       |
| 2012  | Finale Querrey                                                         | López Nadal                                                              | —                                                                  | —               | —                                                                          | —                                                                     | 1er tour (1/16) Querrey \|\| style="text-align:left;" \| Melzer Petzschner | 1er tour (1/16) Anderson \|\| style="text-align:left;" \| Cabal Schwank | —                                                                           | —                                                                        | —                                                                        | —                                                                         | —                                                                        | —                                                                      | 1er tour (1/16) Querrey \|\| style="text-align:left;" \| Fleming Hutchins |                      |       |       |
| 2013  | 1/8 de finale Querrey \|\| style="text-align:left;" \| Bryan           | 1er tour (1/16) Querrey \|\| style="text-align:left;" \| Huey Inglot     | —                                                                  | —               | 1er tour (1/16) Querrey \|\| style="text-align:left;" \| Inglot Marray     | 1/8 de finale Querrey \|\| style="text-align:left;" \| Bryan          | —                                                                          | —                                                                       | —                                                                           | —                                                                        | —                                                                        | —                                                                         | 1/8 de finale Monroe \|\| style="text-align:left;" \| Bopanna Roger      |                                                                        |                                                                           |                      |       |       |
| 2014  | 1/2 finale Querrey \|\| style="text-align:left;" \| Bryan              | —                                                                        | —                                                                  | —               | —                                                                          | 1er tour (1/16) Lipsky \|\| style="text-align:left;" \| Haas Štěpánek | 1/8 de finale Berdych \|\| Forfait                                         | —                                                                       | —                                                                           | —                                                                        | —                                                                        | —                                                                         | —                                                                        | 1er tour (1/32) Querrey \|\| Forfait                                   |                                                                           |                      |       |       |
| 2015  | 1/8 de finale Querrey \|\| style="text-align:left;" \| Dodig Melo      | 1/2 finale Querrey \|\| style="text-align:left;" \| Bryan                | —                                                                  | —               | 1er tour (1/16) Querrey \|\| style="text-align:left;" \| Donati Napolitano | —                                                                     | —                                                                          | —                                                                       | —                                                                           | —                                                                        | —                                                                        | 1/8 de finale Querrey \|\| style="text-align:left;" \| Bolelli Fognini    | 1er tour (1/16) Butorac \|\| style="text-align:left;" \| Klaasen Ram     |                                                                        |                                                                           |                      |       |       |
| 2016  | 1/8 de finale Raonic \|\| style="text-align:left;" \| López            | 1/4 de finale Monroe \|\| style="text-align:left;" \| Huey Mirnyi        | —                                                                  | —               | —                                                                          | —                                                                     | —                                                                          | —                                                                       | 1/8 de finale Zverev \|\| style="text-align:left;" \| Mergea Tecău          | —                                                                        | —                                                                        | Victoire Sock                                                             | Kontinen Peers                                                           | —                                                                      | —                                                                         |                      |       |       |
| 2017  | 1er tour (1/16) Sock \|\| style="text-align:left;" \| Herbert Mahut    | 1/8 de finale Johnson \|\| style="text-align:left;" \| Čilić Mektić      | —                                                                  | —               | 1/4 de finale Sock \|\| style="text-align:left;" \| Murray Soares          | —                                                                     | —                                                                          | —                                                                       | —                                                                           | 1er tour (1/16) Young \|\| style="text-align:left;" \| Martin Roger      | 1er tour (1/32) Sock \|\| Forfait                                        | 1er tour (1/16) Querrey \|\| style="text-align:left;" \| González Peralta |                                                                          |                                                                        |                                                                           |                      |       |       |
| 2018  | Victoire Sock                                                          | Bryan                                                                    | 1/8 de finale Young \|\| style="text-align:left;" \| Klaasen Venus | —               | —                                                                          | 1/8 de finale Sock \|\| style="text-align:left;" \| Kontinen Peers    | 1er tour (1/16) Sock \|\| style="text-align:left;" \| McLachlan Struff     | —                                                                       | —                                                                           | —                                                                        | —                                                                        | —                                                                         | —                                                                        | 1/4 de finale Skupski \|\| style="text-align:left;" \| Marach Pavić    |                                                                           |                      |       |       |
| 2019  | 1er tour (1/16) Querrey \|\| style="text-align:left;" \| Herbert Mahut | 1/4 de finale Querrey \|\| style="text-align:left;" \| Koolhof Tsitsipás | —                                                                  | —               | —                                                                          | —                                                                     | —                                                                          | —                                                                       | 1er tour (1/16) Hurkacz \|\| style="text-align:left;" \| de Minaur Thompson | —                                                                        | —                                                                        | 1/8 de finale Querrey \|\| style="text-align:left;" \| Cabal Farah        | —                                                                        | —                                                                      |                                                                           |                      |       |       |
| 2020  | n.o.                                                                   | n.o.                                                                     | n.o.                                                               | n.o.            | n.o.                                                                       | n.o.                                                                  | —                                                                          | —                                                                       | n.o.                                                                        | n.o.                                                                     | n.o.                                                                     | n.o.                                                                      | 1/8 de finale Hurkacz \|\| style="text-align:left;" \| Carreño de Minaur | n.o.                                                                   | n.o.                                                                      | —                    | —     |       |
| 2021  | 1/8 de finale Sock \|\| Forfait                                        | 1/8 de finale Fritz \|\| style="text-align:left;" \| Mektić Pavić        | —                                                                  | —               | —                                                                          | —                                                                     | —                                                                          | —                                                                       | —                                                                           | —                                                                        | —                                                                        | —                                                                         | n.o.                                                                     | n.o.                                                                   | —                                                                         | —                    |       |       |
| 2022  | Victoire Sock                                                          | González Roger                                                           | Victoire Hurkacz                                                   | Koolhof Skupski | —                                                                          | —                                                                     | Finale Schwartzman                                                         | Mektić Pavić                                                            | 1/2 finale Hurkacz \|\| style="text-align:left;" \| Koolhof Skupski         | —                                                                        | —                                                                        | 1er tour (1/16) Hurkacz \|\| style="text-align:left;" \| Krawietz Mies    | n.o.                                                                     | n.o.                                                                   | —                                                                         | —                    |       |       |
| 2023  | 1/2 finale Sock \|\| style="text-align:left;" \| Bopanna Ebden         | —                                                                        | —                                                                  | —               | —                                                                          | —                                                                     | —                                                                          | —                                                                       | —                                                                           | —                                                                        | —                                                                        | —                                                                         | —                                                                        | —                                                                      | —                                                                         | —                    | —     |       |

N.B. : le nom du partenaire se trouve sous le résultat ; les noms des ultimes adversaires se trouvent à droite.

## Confrontations avec ses principaux adversaires
Confrontations lors des différents tournois ATP et en Coupe Davis avec ses principaux adversaires (6 confrontations minimum et avoir été membre du top 10). Classement par pourcentage de victoires. Situation au 19 août 2022 :
Les joueurs retraités sont en gris.
| Joueur                | Meilleur classement | Confrontations | Victoires | Défaites | Pourcentage de victoires | Dernière confrontation                                     |
| --------------------- | ------------------- | -------------- | --------- | -------- | ------------------------ | ---------------------------------------------------------- |
| Rafael Nadal          | 1                   | 9              | 1         | 8        | 11,1                     | défaite (3-6, 1-6) au Masters de Rome 2022                 |
| Andy Murray           | 1                   | 9              | 1         | 8        | 11,1                     | victoire (6-4, 7-64, 6-73, 6-4) à Wimbledon 2022           |
| Novak Djokovic        | 1                   | 12             | 2         | 10       | 16,7                     | défaite (5-7, 3-6) au Masters de Shanghai 2019             |
| Roger Federer         | 1                   | 10             | 2         | 8        | 20,0                     | défaite (4-6, 63-7) à la Laver Cup 2019                    |
| Tomáš Berdych         | 4                   | 9              | 2         | 7        | 22,2                     | défaite (6-3, 67-7, 61-7) au Masters de Madrid 2015        |
| David Ferrer          | 3                   | 9              | 2         | 7        | 22,2                     | victoire (7-64, 7-64) au Masters de Paris-Bercy 2016       |
| Alexander Zverev      | 3                   | 9              | 2         | 7        | 22,2                     | défaite (7-65, 66-7, [5-10]) à la Laver Cup 2021           |
| Marin Čilić           | 3                   | 12             | 3         | 9        | 25,0                     | défaite (5-7, 6-3, 66-7, 4-6) à l'US Open 2019             |
| Stéfanos Tsitsipás    | 3                   | 7              | 2         | 5        | 28,6                     | défaite (65-7, 7-5, 3-6) au Masters de Cincinnati 2022     |
| Andy Roddick          | 1                   | 6              | 2         | 4        | 33,3                     | défaite (4-6, 7-65, 4-6) au tournoi d'Atlanta 2012         |
| Lleyton Hewitt        | 1                   | 6              | 2         | 4        | 33,3                     | victoire (6-4, 4-6, 7-65) au tournoi d'Atlanta 2013        |
| Juan Martín del Potro | 3                   | 12             | 4         | 8        | 33,3                     | défaite (7-65, 3-6, 64-7, 2-6) à l'US Open 2018            |
| Ernests Gulbis        | 10                  | 7              | 3         | 4        | 42,9                     | défaite (6-1, 3-6, 3-6) au tournoi de Stockholm 2018       |
| Gaël Monfils          | 6                   | 13             | 6         | 7        | 46,2                     | victoire (7-65, 6-4) au Masters du Canada 2021             |
| Tommy Haas            | 2                   | 6              | 3         | 3        | 50,0                     | défaite (5-7, 64-7, 6-4, 7-610, 8-10) à Roland-Garros 2013 |
| Nikolay Davydenko     | 3                   | 6              | 3         | 3        | 50,0                     | victoire (7-65, 6-3) au Masters d'Indian Wells 2014        |
| Roberto Bautista-Agut | 9                   | 6              | 4         | 2        | 66,7                     | victoire (6-4, 64-7, 7-66) au Masters de Madrid 2021       |
| Jack Sock             | 8                   | 9              | 6         | 3        | 66,7                     | victoire (7-66, 6-4) au tournoi d'Atlanta 2021             |
| Kevin Anderson        | 5                   | 13             | 9         | 4        | 69,2                     | victoire (7-61, 67-7, 7-65) au tournoi de Dallas 2022      |
| Milos Raonic          | 3                   | 6              | 5         | 1        | 83,3                     | victoire (3-6, 6-3, 6-4, 3-6, 6-2) à l'US Open 2018        |
| Márcos Baghdatís      | 8                   | 8              | 8         | 0        | 100,0                    | victoire (7-63, 6-2) au tournoi de Washington 2016         |

## Victoires sur le top 10
Toutes ses victoires sur des joueurs classés dans le top 10 de l'ATP lors de la rencontre.
| Légende               |
| Grand Chelem          |
| Masters               |
| Jeux olympiques       |
| Masters 1000          |
| 500 Series            |
| 250 Series            |
| Coupe Davis Laver Cup |

| #  | J.I.   | Tournoi         | Année | Surface             | Adversaire            | Rang  | Tour   | Score                     |
| -- | ------ | --------------- | ----- | ------------------- | --------------------- | ----- | ------ | ------------------------- |
| 1  | no 147 | Indian Wells    | 2009  | Dur                 | Gaël Monfils          | no 9  | 1/32   | 65-7, 6-1, 6-4            |
| 2  | no 80  | Washington      | 2009  | Dur                 | Jo-Wilfried Tsonga    | no 7  | 1/16   | 4-6, 7-62, 7-64           |
| 3  | no 55  | US Open         | 2009  | Dur                 | Andy Roddick          | no 5  | 1/16   | 7-63, 6-3, 3-6, 5-7, 7-65 |
| 4  | no 22  | Pékin           | 2010  | Dur                 | Nikolay Davydenko     | no 6  | 1/4    | 7-62, 6-4                 |
| 5  | no 25  | Paris-Bercy     | 2011  | Dur (int.)          | David Ferrer          | no 5  | 1/4    | 6-3, 3-6, 6-3             |
| 6  | no 17  | Coupe Davis     | 2012  | Terre battue (int.) | Roger Federer         | no 3  | 1/8    | 4-6, 6-3, 7-64, 6-2       |
| 7  | no 11  | Indian Wells    | 2012  | Dur                 | Novak Djokovic        | no 1  | 1/2    | 7-67, 3-6, 7-65           |
| 8  | no 11  | Coupe Davis     | 2012  | Terre battue        | Jo-Wilfried Tsonga    | no 6  | 1/4    | 6-3, 7-64, 5-7, 6-3       |
| 9  | no 11  | Jeux olympiques | 2012  | Gazon               | Janko Tipsarević      | no 8  | 1/8    | 7-5, 7-614                |
| 10 | no 10  | Winston-Salem   | 2012  | Dur                 | Jo-Wilfried Tsonga    | no 6  | 1/2    | 6-4, 3-6, 7-63            |
| 11 | no 10  | Winston-Salem   | 2012  | Dur                 | Tomáš Berdych         | no 7  | Finale | 3-6, 6-4, 7-69            |
| 12 | no 22  | Cincinnati      | 2013  | Dur                 | Milos Raonic          | no 10 | 1/8    | 7-65, 6-4                 |
| 13 | no 22  | Cincinnati      | 2013  | Dur                 | Novak Djokovic        | no 1  | 1/4    | 7-65, 3-6, 7-5            |
| 14 | no 22  | Cincinnati      | 2013  | Dur                 | Juan Martín del Potro | no 7  | 1/2    | 65-7, 7-69, 6-3           |
| 15 | no 24  | Miami           | 2015  | Dur                 | Milos Raonic          | no 6  | 1/8    | 63-7, 7-66, 7-65          |
| 16 | no 24  | Miami           | 2015  | Dur                 | Kei Nishikori         | no 5  | 1/4    | 6-4, 6-3                  |
| 17 | no 13  | Paris-Bercy     | 2015  | Dur (int.)          | Roger Federer         | no 2  | 1/8    | 7-63, 3-6, 7-65           |
| 18 | no 27  | Paris-Bercy     | 2016  | Dur (int.)          | Marin Čilić           | no 10 | 1/2    | 6-4, 6-3                  |
| 19 | no 24  | Rome            | 2017  | Terre battue        | Stanislas Wawrinka    | no 3  | 1/8    | 7-61, 6-4                 |
| 20 | no 24  | Rome            | 2017  | Terre battue        | Marin Čilić           | no 8  | 1/4    | 7-63, 2-6, 7-62           |
| 21 | no 17  | Laver Cup       | 2017  | Dur (int.)          | Rafael Nadal          | no 1  | Poules | 7-5, 7-61                 |
| 22 | no 14  | Paris-Bercy     | 2017  | Dur (int.)          | Grigor Dimitrov       | no 8  | 1/8    | 7-610, 5-7, 7-63          |
| 23 | no 17  | Miami           | 2018  | Dur                 | Marin Čilić           | no 3  | 1/8    | 7-60, 6-3                 |
| 24 | no 17  | Miami           | 2018  | Dur                 | Juan Martín del Potro | no 6  | 1/2    | 6-1, 7-62                 |
| 25 | no 17  | Miami           | 2018  | Dur                 | Alexander Zverev      | no 5  | Finale | 64-7, 6-4, 6-4            |
| 26 | no 20  | Laver Cup       | 2019  | Dur (int.)          | Alexander Zverev      | no 6  | Poules | 62-7, 6-4, [10-1]         |
| 27 | no 38  | Madrid          | 2021  | Terre battue        | Andrey Rublev         | no 7  | 1/8    | 7-64, 3-6, 7-64           |
| 28 | no 30  | Toronto         | 2021  | Dur                 | Andrey Rublev         | no 7  | 1/8    | 7-5, 7-65                 |
| 29 | no 33  | Cincinnati      | 2022  | Dur                 | Hubert Hurkacz        | no 10 | 1/16   | 7-65, 65-7, 6-2           |

## Prises de position
Début août 2025, John Isner appelle, sur Twitter, à ce que les joueurs de tennis russes puissent « récupérer leur drapeau » en compétition, trois ans après la décision de la Fédération internationale de tennis de les faire concourir sous bannière neutre en raison de l'invasion de l'Ukraine par la Russie. 

## Classements ATP en fin de saison
| Année          | 2003 | 2004 | 2005 | 2006 | 2007 | 2008 | 2009 | 2010 | 2011 | 2012 | 2013 | 2014 | 2015 | 2016 | 2017 | 2018 | 2019 | 2020 | 2021 | 2022 |
| Rang en simple | –    | –    | 967  | 843  | 107  | 145  | 34   | 19   | 18   | 14   | 14   | 19   | 11   | 19   | 17   | 10   | 19   | 25   | 24   | 41   |
| Rang en double | 1363 | –    | 733  | 669  | 220  | 108  | 97   | 31   | 36   | 94   | 193  | 169  | 122  | 54   | 100  | 60   | 183  | 184  | 203  | 20   |

Source : (en) Classements de John Isner sur le site officiel de la Fédération internationale de tennis